# Павловский лейб-гвардии полк

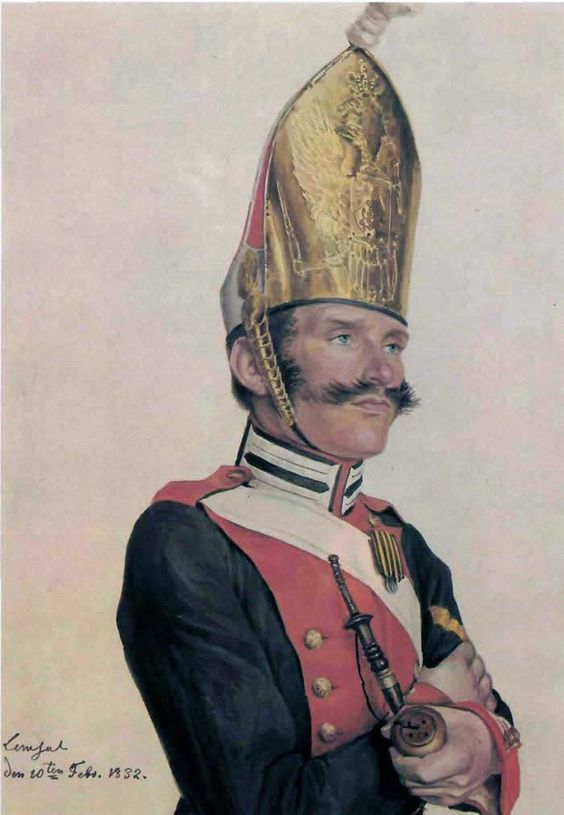
Рядовой лейб-гвардии Павловского полка (акварель Е. Р. Рейтерна, 1832 г.). Белые петлицы на воротнике и клапанах обшлагов указывают на принадлежность полка к Молодой гвардии.

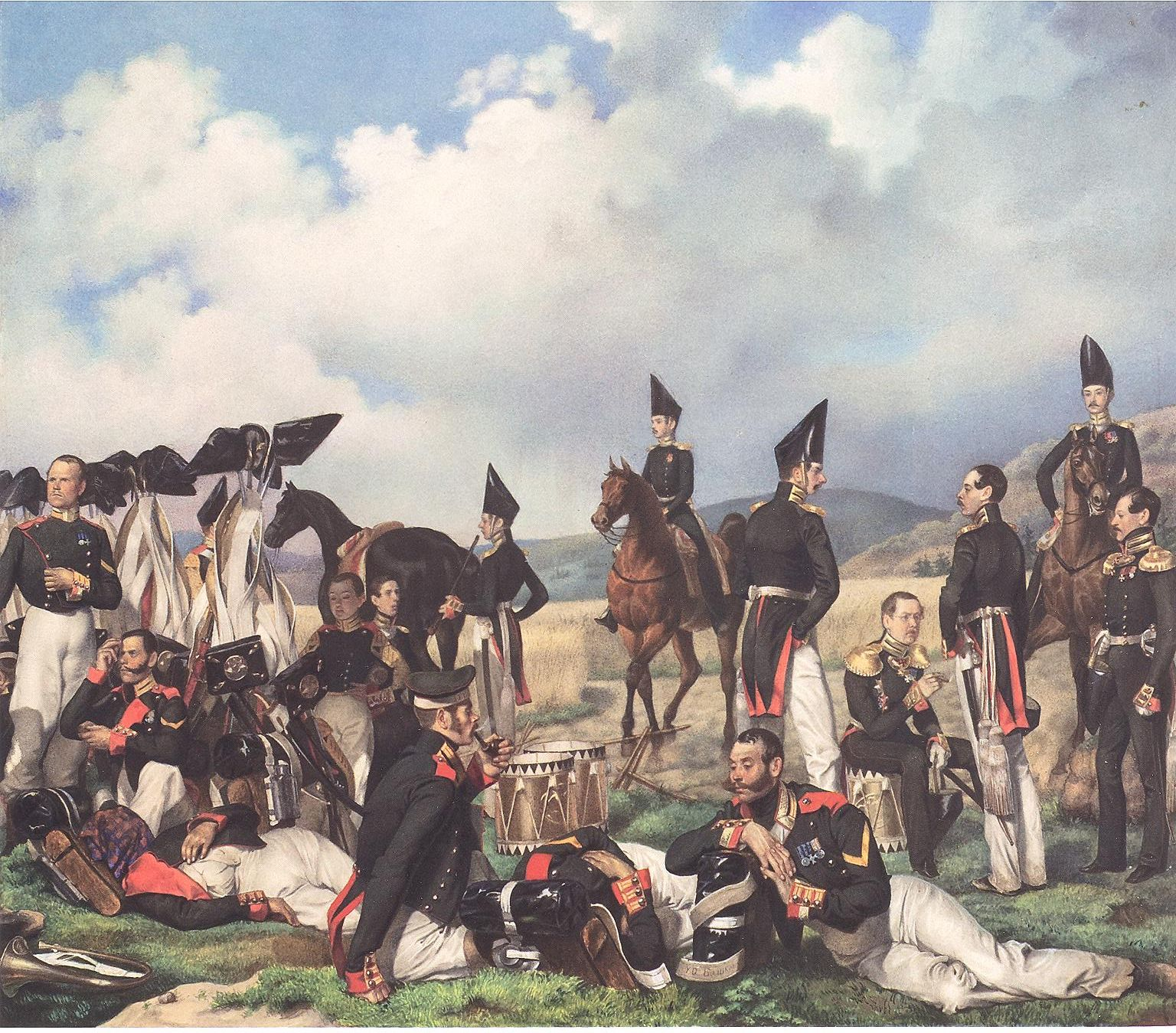
Бивуак лейб-гвардии Павловского полка("Отдых на походе", акварель П.А.Федотова,1842 г.). На барабане с сигаретой в руке сидит командир полка генерал-майор Ф.Ф.Моллер

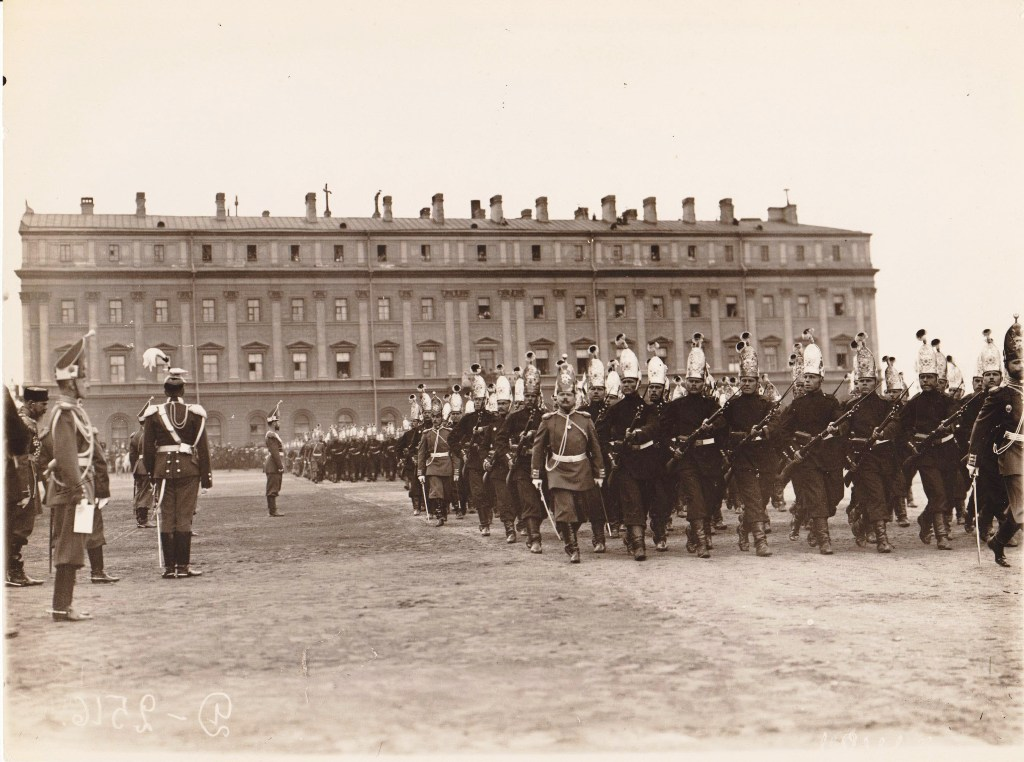
СПб. Парад лейб-гвардии Павловского полка на Марсовом поле, нач.XX в. По традиции, заслуженной в боях, полк идёт с ружьями "на руку". В глубине кадра перед проходящими павловцами стоит в полковой форме и "гренадерке" шеф полка император Николай II

Лейб-гвардии Па́вловский полк — пехотный полк Российской Императорской гвардии.
Старшинство: с 15 мая 1790 года. Полковой праздник: 23 ноября — день памяти святого благоверного князя Александра Невского.

## История полка
- 19.11.1796 — сформирован Павловский гренадерский полк, из 2 батальонов и 2 рот запасного батальона Московского гренадерского полка[1].
- 29.11.1796 — полк приведён в состав 2 батальонов, каждый из 1 гренадерской и 5 мушкетёрских рот.
- 31.10.1798 — назван Гренадерским генерал-майора Эмме полком.
- 08.04.1800 — назван Гренадерским генерал-майора Кербица полком.
- 31.03.1801 — назван Павловским гренадерским полком.
- 30.04.1802 — переформирован в 3 батальона по 3 гренадерские роты в каждом.
- 16.05.1803 — одна рота выделена на составление Петровского пехотного полка, взамен неё сформирована новая.
- 13.04.1813 — за оказанные мужество и храбрость в Отечественную войну 1812 года получил права «Молодой гвардии» и особое отличие проходить при церемониальном марше с ружьями «на руку»; наименован Лейб-гвардии Павловским полком.
- 06.12.1831 — за отличия в Польском походе полку предоставлены права и преимущества «Старой гвардии».
- 25.01.1842 — сформирован 4-й запасный батальон.
- 10.03.1853 — 4-й запасный батальон переименован в действующий, взамен него сформирован 5-й запасный батальон.
- 10.08.1853 — 5-й запасный батальон назван резервным и сформирован 6-й запасный батальон.
- 26.08.1856 — полк приведён в состав 3 действующих батальонов с 3 стрелковыми ротами. Резервный и запасной батальоны упразднены.
- 30.04.1857 — 3-й батальон назван резервным и на мирное время распущен.
- 30.04.1863 — сформирован 3-й действующий батальон.
- 01.01.1876 — полк переформирован в 4 батальона, каждый из 4 рот.
- 17.08.1877 — в связи с выступлением в поход на русско-турецкую войну сформирован 4-й запасной батальон в составе 4 рот.
- 08.09.1878 — 4-й запасной батальон расформирован.

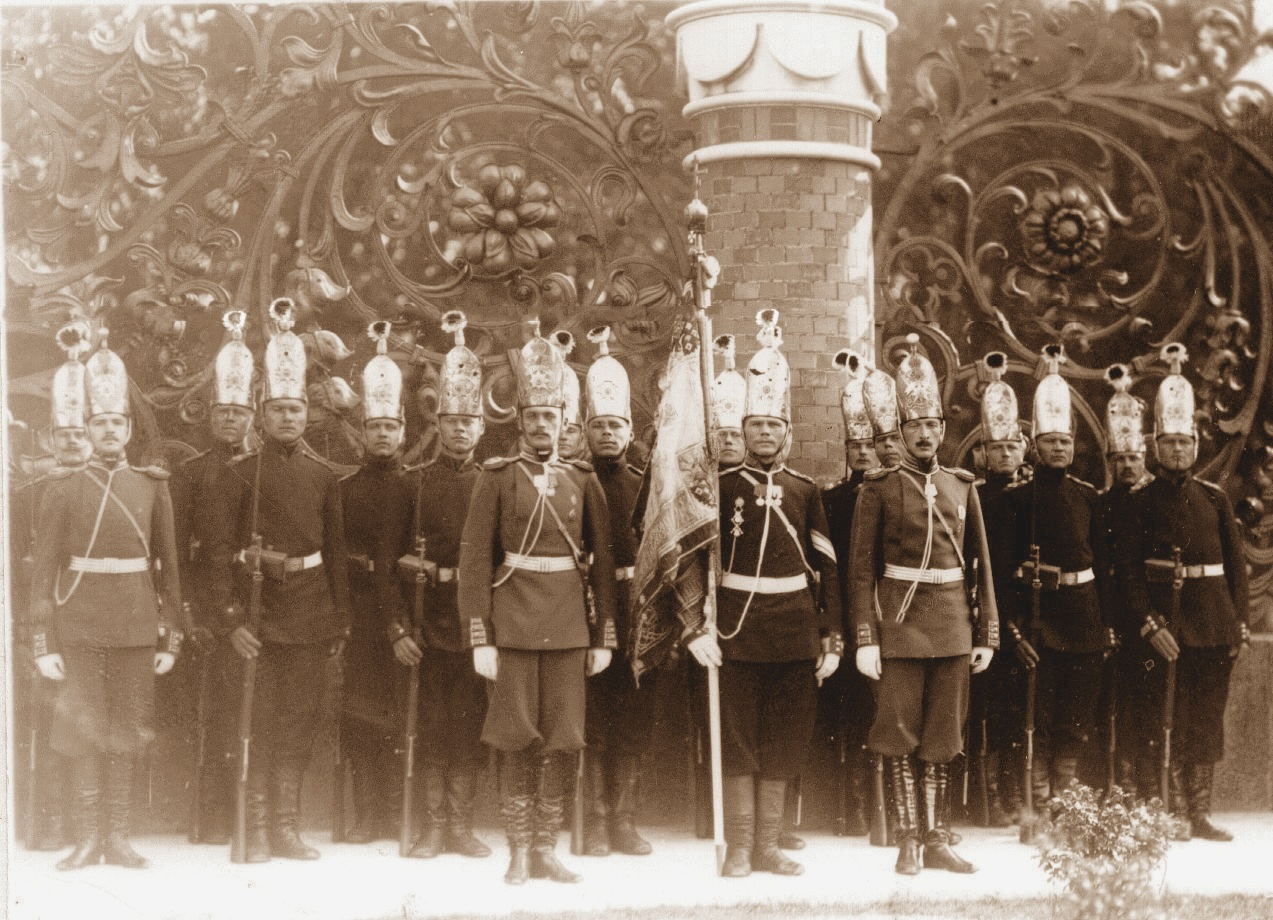
СПб. Чины лейб-гвардии Павловского полка у решётки Михайловского сада со стороны Спаса на Крови. 1907г.

- 18.07.1914 — в связи с мобилизацией полка сформирован запасной батальон.
- 09.05.1917 — запасной батальон переформирован в Гвардии Павловский резервный полк (приказ по Петроградскому военному округу № 262)/
- Полк - активный участник Первой мировой войны. Отличился в ходе Красноставского сражения в июле 1915 г[2]. Сражался в ходе Люблин-Холмского сражения в том же месяце[3][4][5]. Бился на Стоходе в июле 1916 г.[6]
- «Павловцы» приняли активное участие в событиях 1917 года в Петрограде. В дни Октябрьского вооружённого восстания большевиков полк стал одной из немногих воинских частей, отказавшихся от «нейтралитета», занятого основной массой частей Петроградского военного округа, и принявших участие в восстании на стороне большевиков[7]. Солдаты полка штурмовали Зимний дворец. В казармы Павловского полка были отведены «ударницы» (женщины-доброволицы женского батальона смерти, защищавшие Зимний дворец), после их пленения и разоружения во время штурма, где с некоторыми из них «обращались дурно»[8].
- 10.05.1918 — действующий и резервный полки расформированы (приказ Комиссариата по военным делам Петроградской трудовой коммуны № 82 от 21 мая 1918 года).
- 1919 — возрожден в Добровольческой армии. Летом 1919 имел 3 роты, составляя батальон в 1-м Сводно-гвардейском полку (к августу 1919 — 3 роты, 12 пулеметов), с 12 октября 1919 — в Сводном полку 2-й гвардейской пехотной дивизии. На 30 октября 1919 насчитывал 268 шт., 30 саб. и 10 пулеметов. Командиры батальона: полк. Павленков (август — сентябрь 1919), полк. И.И. Морев (на 30 октября 1919). Командиры рот: кап. Карпов, кап. Бочарский, кап. Дворянский. Начальники команд: полк. М.Ф. Скородумов, подпор. Вибе, кап. Падалов, кап. Михневич, шт.-кап. Тхоржецкий. В Русской Армии с августа 1920 составлял роту во 2-м батальоне Сводного гвардейского пехотного полка. Полковое объединение в эмиграции на 1939 г. насчитывало 55 чел. (в т.ч. 14 в Париже), в 1949–1951 — 14 (9 в Париже), на 1958 — 11 (6 в Париже). Пред.: ген.-лейт. М.И. Занкевич, полк. И.И. Морев, полк. Е.М. Ровбе, секр. и казначей — кап. Н.В. Антоненко, представители в Югославии — ген.-инф. В.В. Болотов, полк. Н.Г. Крестинский. С 1 апреля 1928 по 1 декабря 1929 гг. издавало в Париже на ротаторе журнал «Павловец» (вышло 6 номеров по 172 стр.; ред. — полк. С.Я. Левицкий)[9].

## Боевые отличия

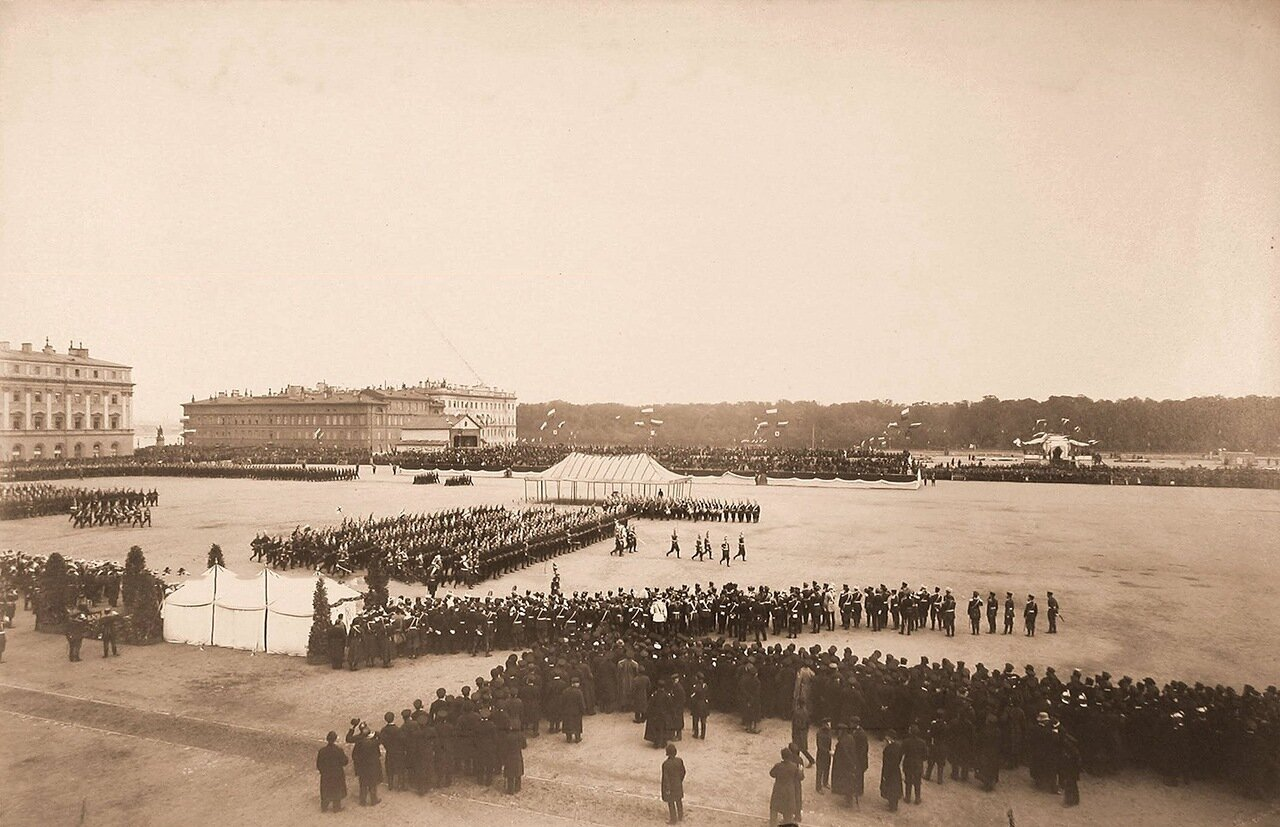
СПб. Парад к 100-му юбилею лейб-гвардии Павловского полка 15 мая 1890г.

1. В ходе Фридландского сражения 2 (19) июня 1807 года Павловский полк, прикрывавший собой отступление левого фланга армии, проявил чудеса храбрости и героизма, чем заслужил в русской армии благородную  традицию – Император Александр I своим указом от 20 января 1808 года повелел им носить гренадерки в том виде, в каком они вышли из Фридландской битвы: «За отличное мужество, храбрость и неустрашимость в сражениях с французами 1806 и 1807 годов в почесть полка, состоящие в нём шапки оставить в том виде, в каком он сошёл с поля сражения, хотя бы некоторые из них были повреждены; да будут они всегдашним памятником отменной храбрости полка и монаршего к нему благоволения». 13 ноября 1808 года повелено вычеканить «на простреленных шапках имена тех нижних чинов, кои вынесли их с собою с поля сражения …для сохранения навсегда памяти сих заслуженных воинов…». Латунные налобники гренадерских шапок, пробитые вражеским пулями в этой битве, с тех пор носились павловцами и с гордостью передавались преемникам. Эта традиция дожила до самого конца существования Русской Императорской гвардии, а Александр Пушкин в своей поэме «Медный всадник» посвятил этой традиции восторженные строки: «...Сиянье шапок этих медных, насквозь простреленных в бою». Офицеры полка право ношения гренадерских шапок получили высочайшим указом только в июне 1825 года;
2. Полковое Георгиевское знамя с надписями «За отличие при поражении и изгнании неприятеля из пределов России 1812 г.» (пожалована 13 апреля 1813 года) и «1790—1890» и с Андреевской юбилейной лентой. Высочайшие грамоты 19 марта 1826 и 15 мая 1890 гг.[10];
3. За проявленные в Отечественную войну 1812 года исключительные мужество и храбрость полк стал гвардейским (на правах «Молодой гвардии») и наименован Лейб-гвардии Павловский, а также получил право (единственным в русской армии) проходить при церемониальном марше с ружьями «на руку»;
4. Знаки на головные уборы с надписью: «За Горный Дубняк 12-го Октября 1877 года»[10]. Пожалованы 30 сентября 1878 года взамен знаков с надписью «За отличие в Турецкую войну 1877 и 1878 годов», пожалованных 17 апреля 1878 года.

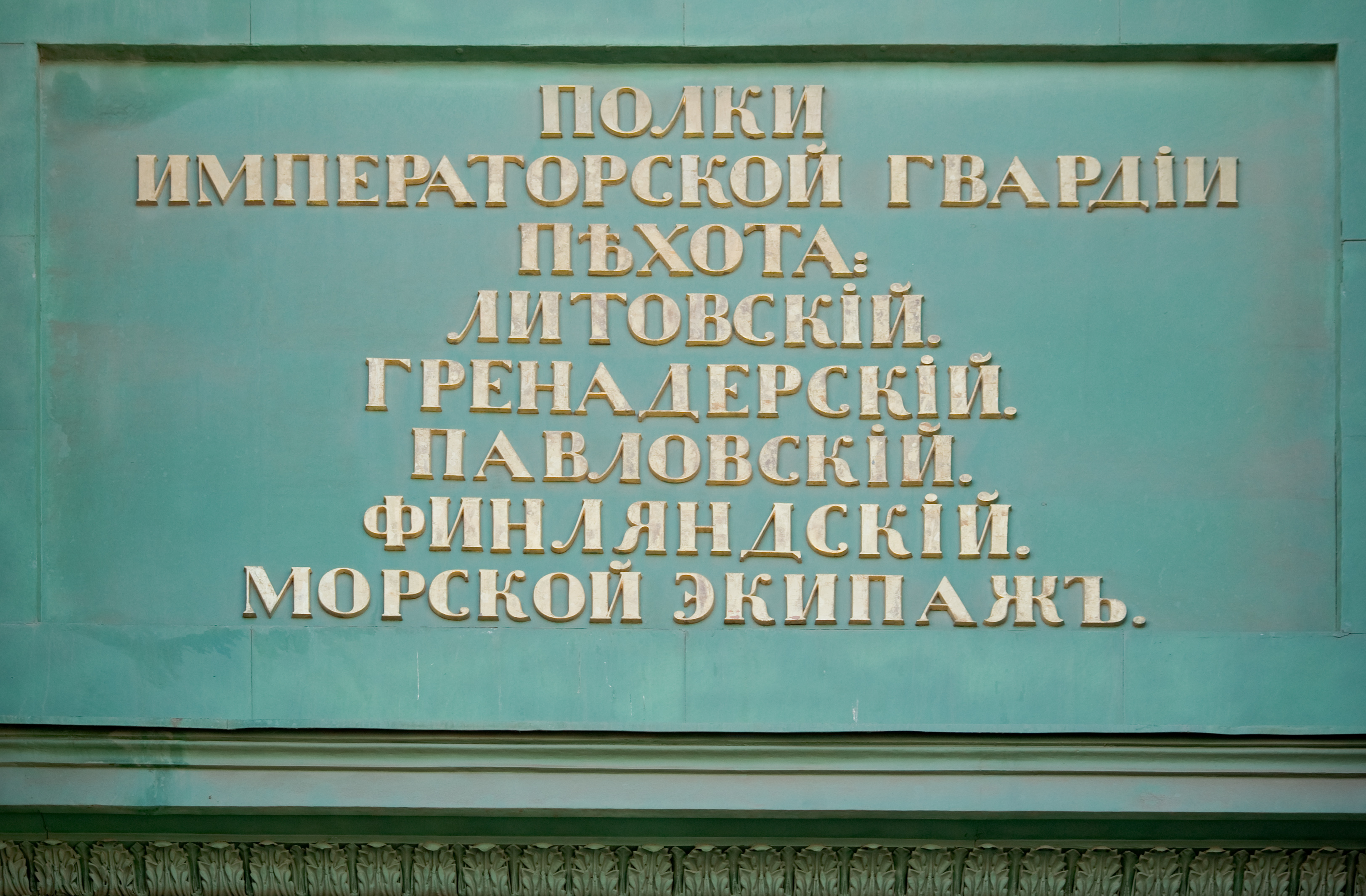
Упоминание Павловского пехотного полка на Нарвских воротах в Санкт-Петербурге

 
…Однообразие форм нарушал только Павловский полк, проходивший в конусообразных касках эпохи Фридриха Прусского и по традиции, заслуженной в боях, с ружьями наперевес.…
— Игнатьев А. А. [militera.lib.ru/memo/russian/ignatyev_aa/06.html Пятьдесят лет в строю. Книга I, глава 6]. — М.: Воениздат, 1986. — С. 57. — ISBN 5-203-00055-7.

## Униформа полка

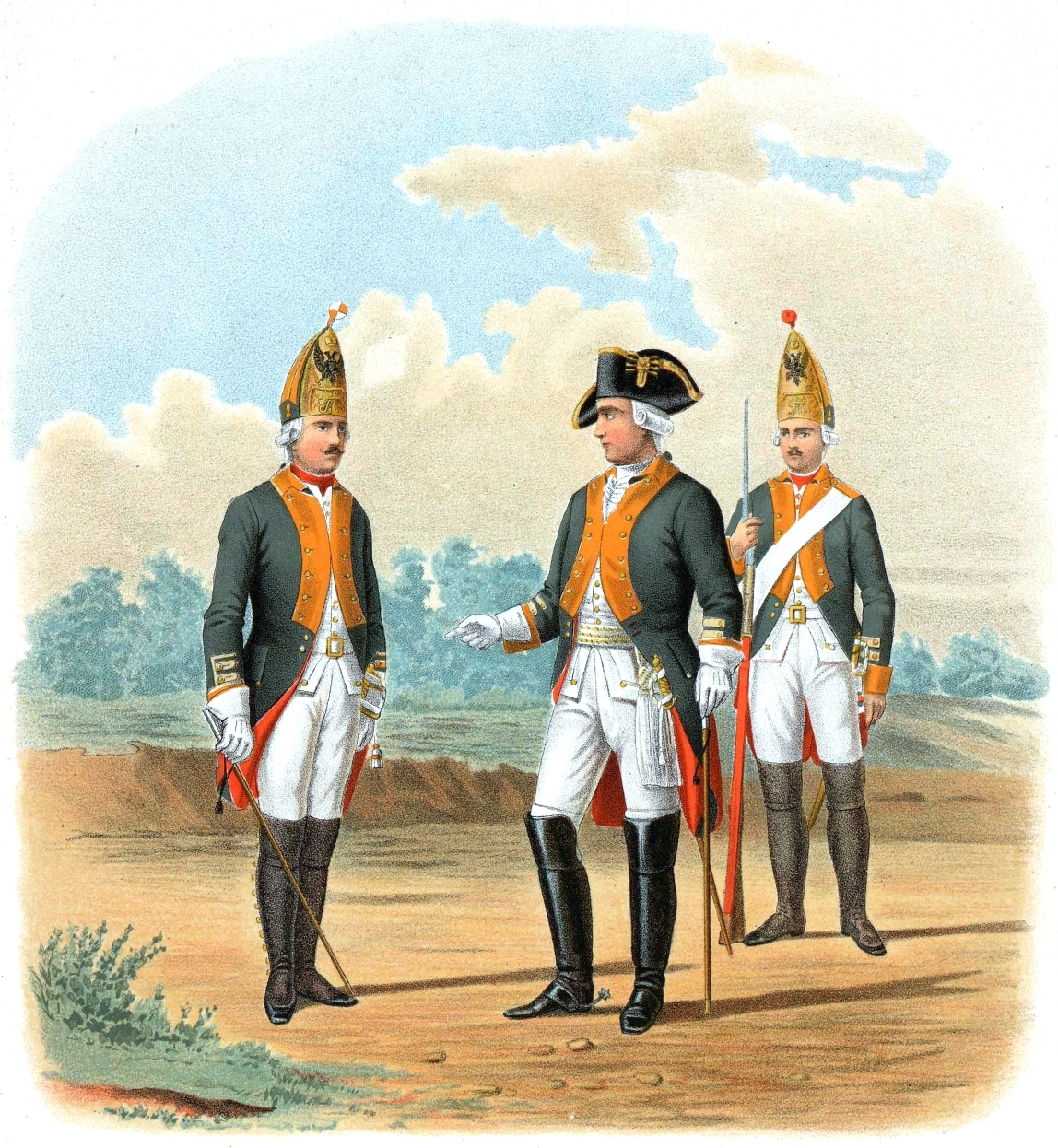
1796-1801. Сержант в обыкновенной форме, штаб-офицер и гренадер в парадной форме.
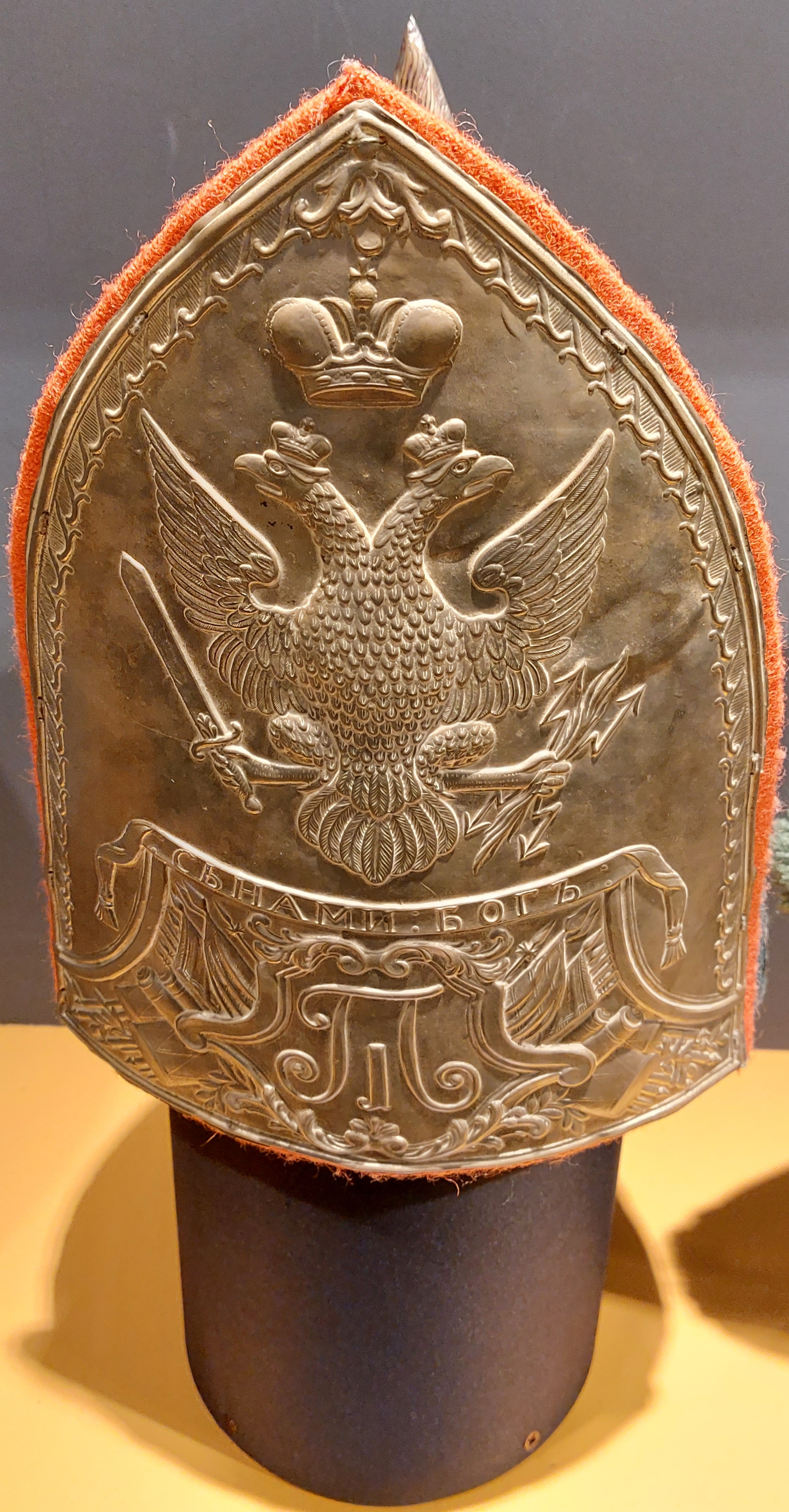
Фузилерная шапка Павловского гренадерского полка. 1799-1801 гг.
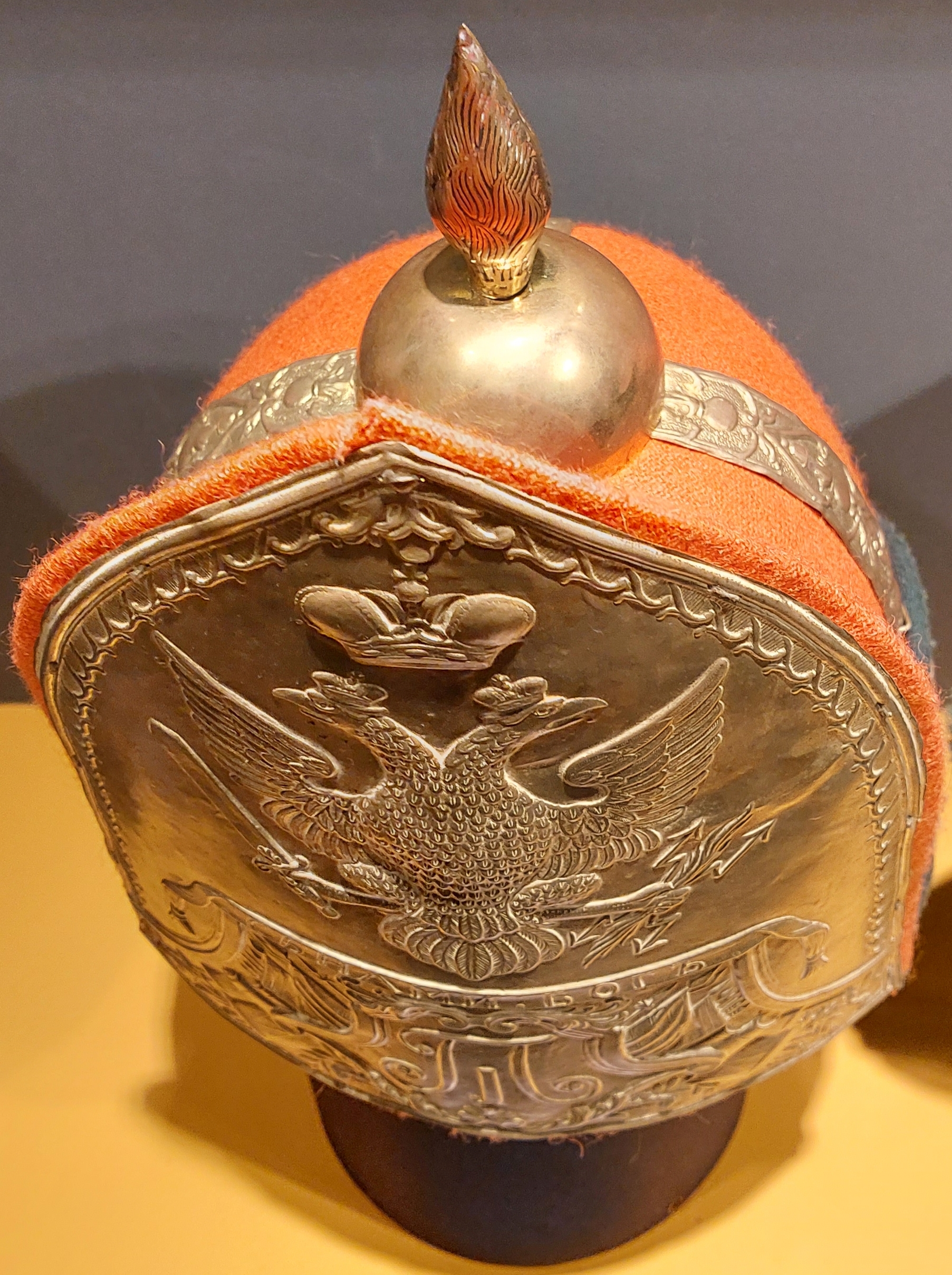
Фузилерная шапка Павловского гренадерского полка. 1799-1801 гг.
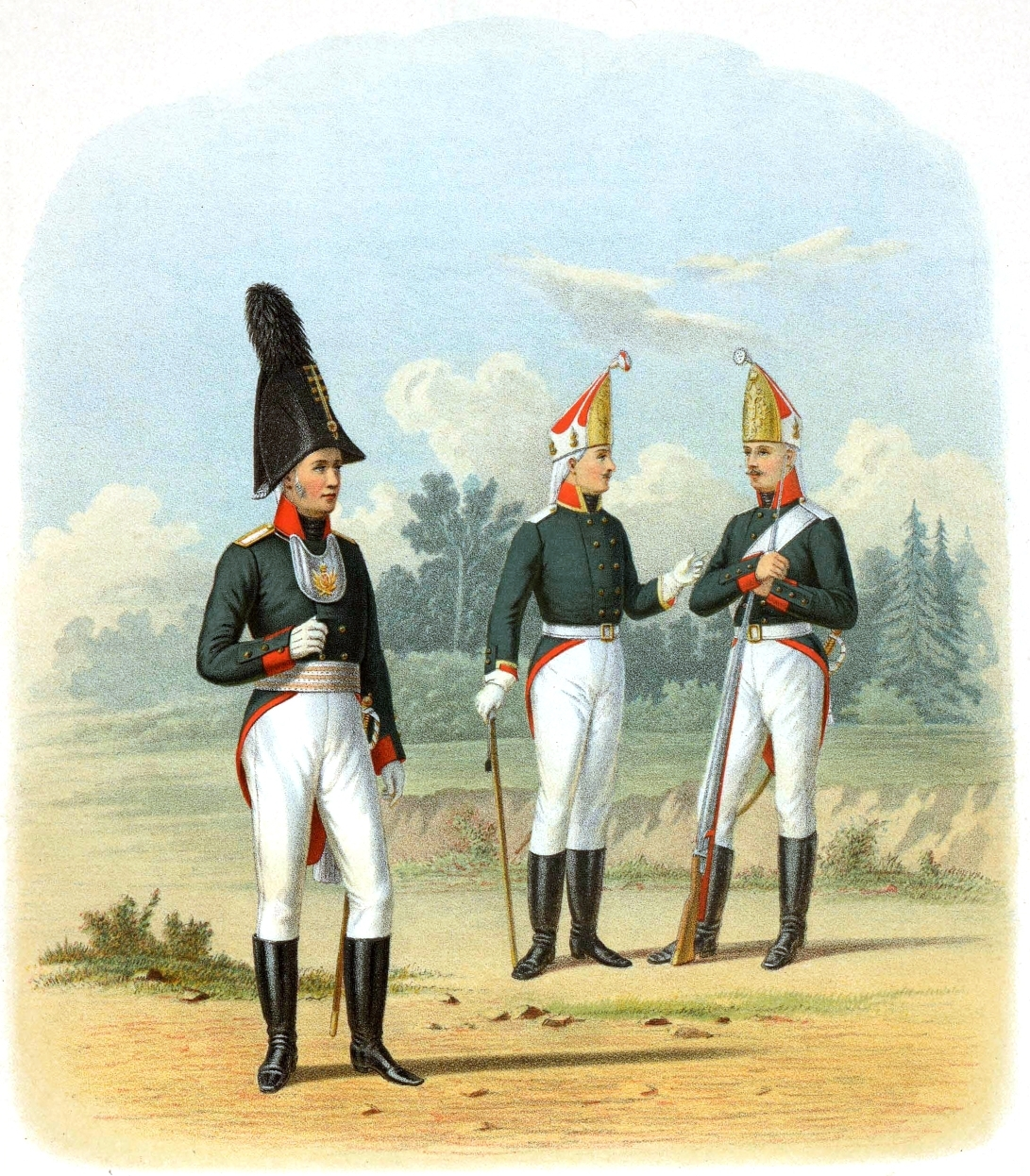
1802-1805. Обер-офицер и унтер-офицер в обыкновенной форме, гренадер в парадной форме.
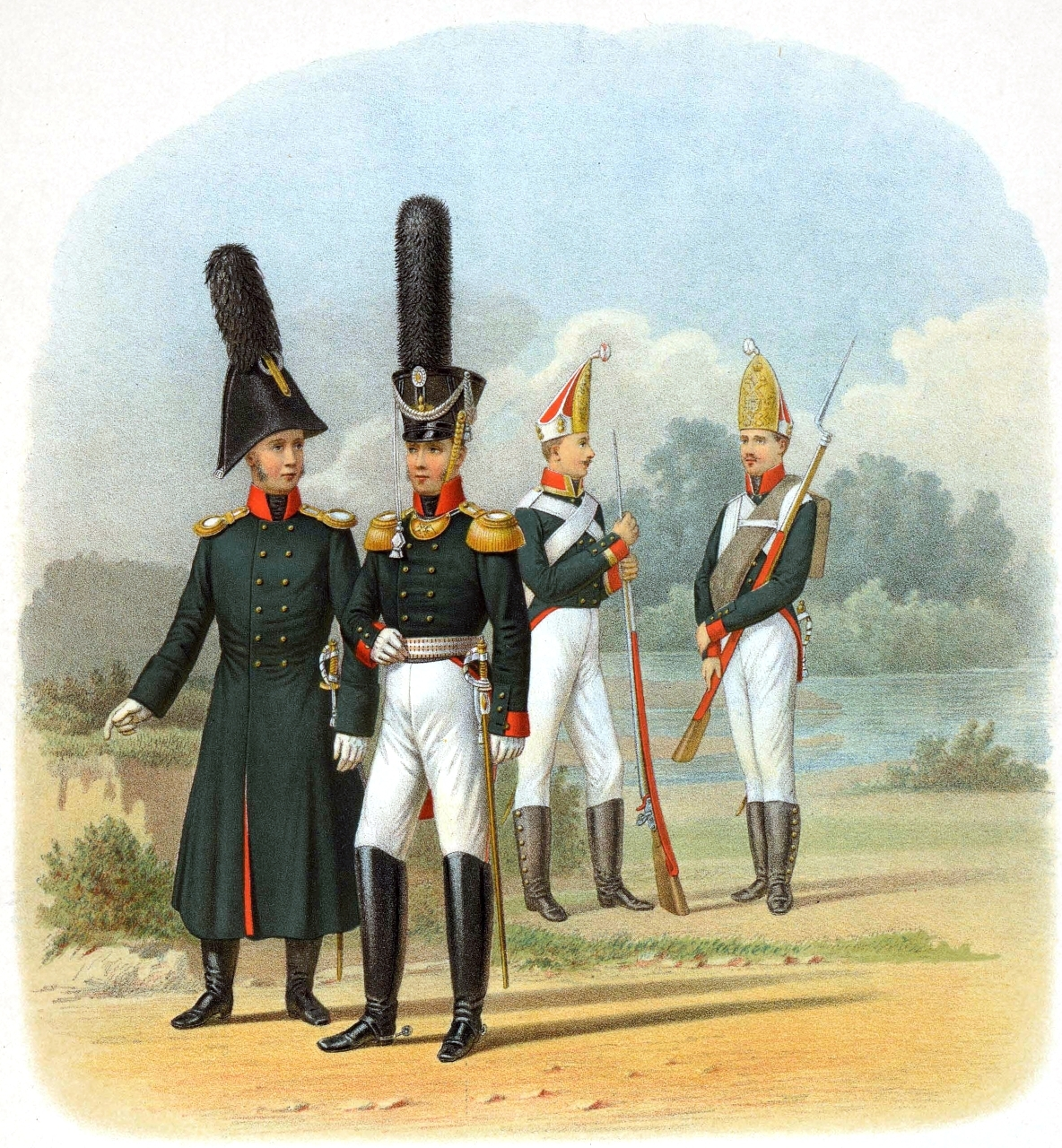
1805-1811. Обер-офицер в сюртуке, штаб-офицер и унтер-офицер в парадной форме, гренадер в походной форме.
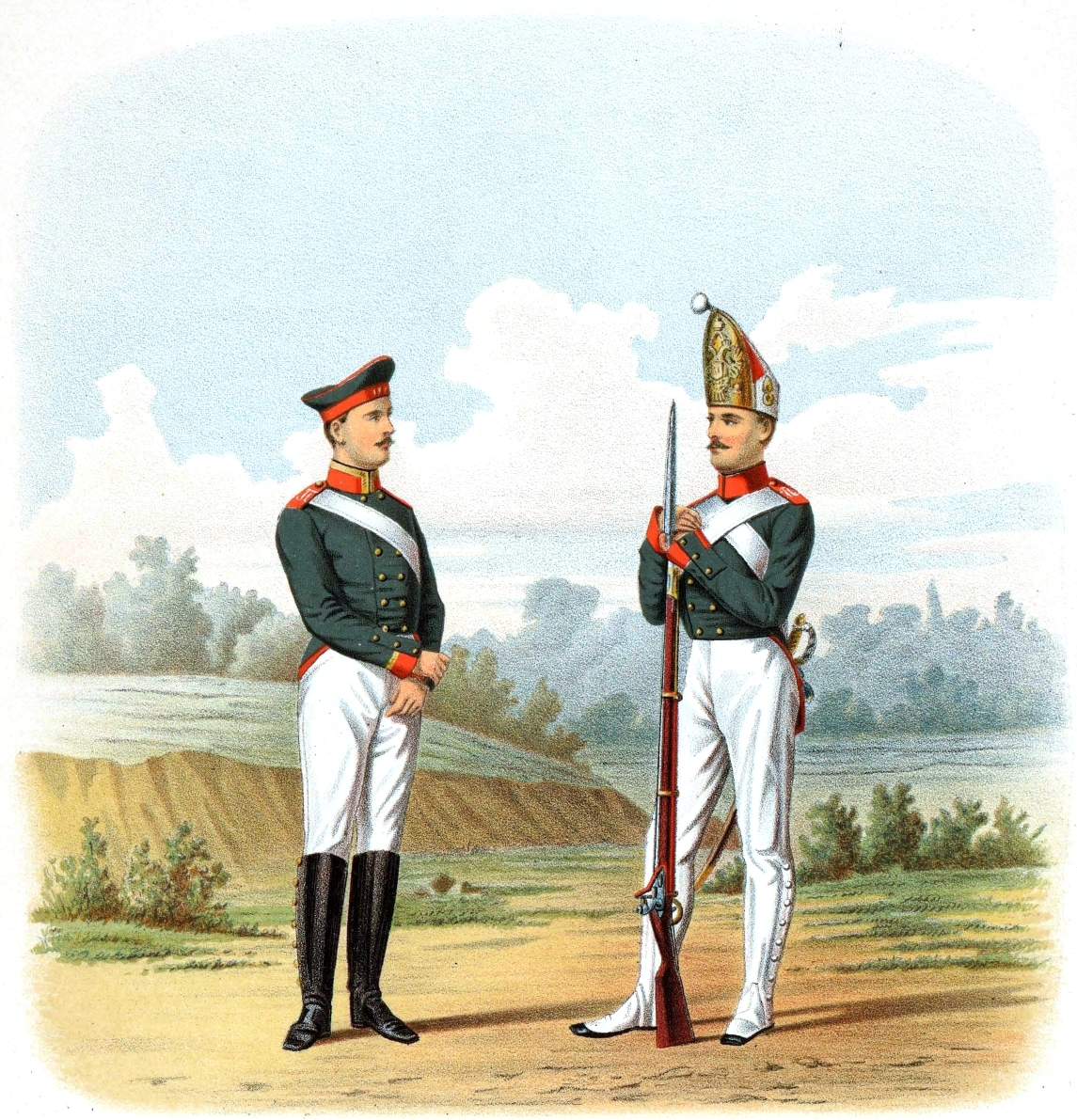
1811-1812. Унтер-офицер в нестроевой форме, гренадер в парадной форме.
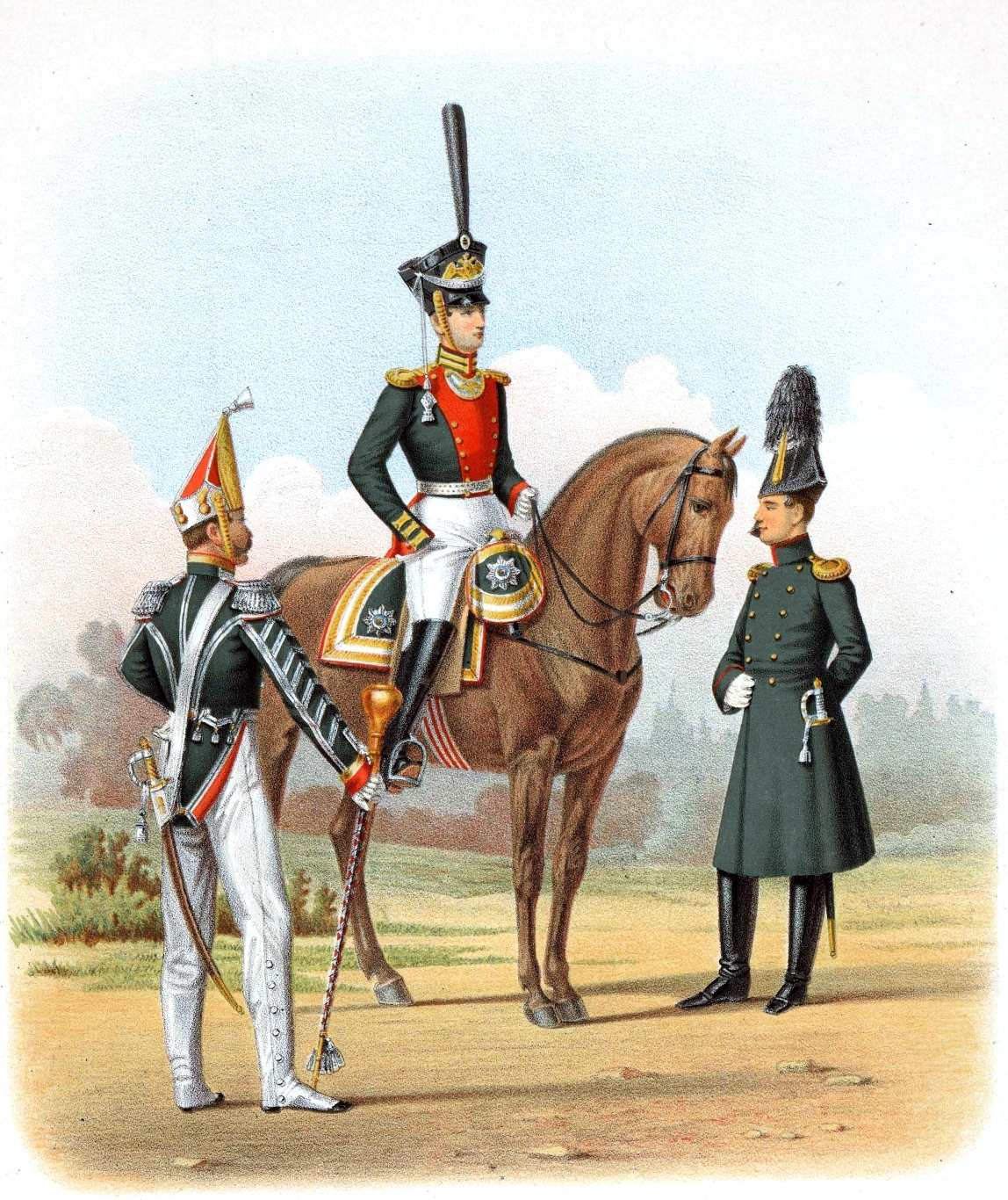
1813-1816. Тамбур-мажор в парадной форме, адъютант и обер-офицер в сюртуках.
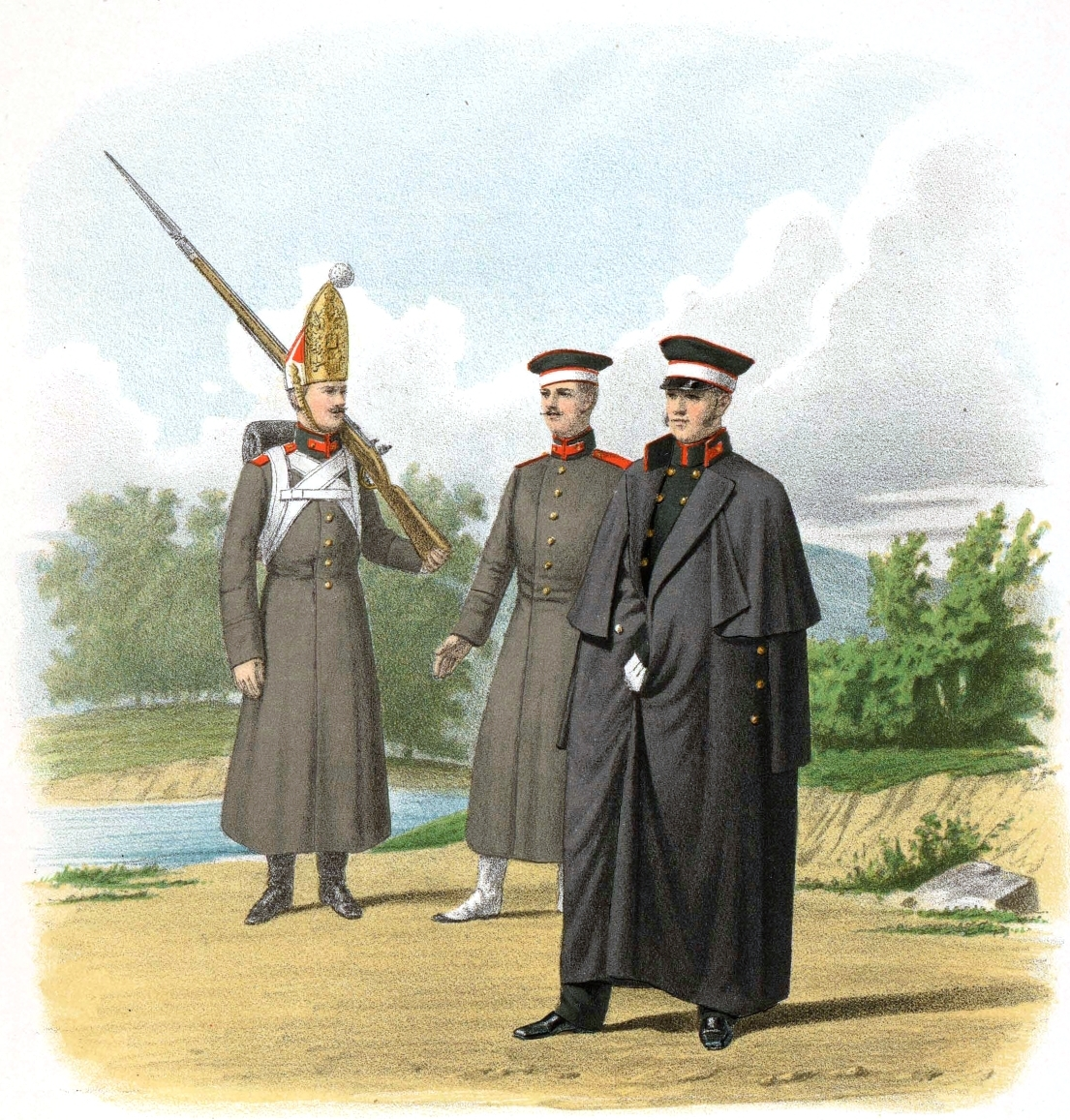
1817. Гренадеры и обер-офицер в шинелях.
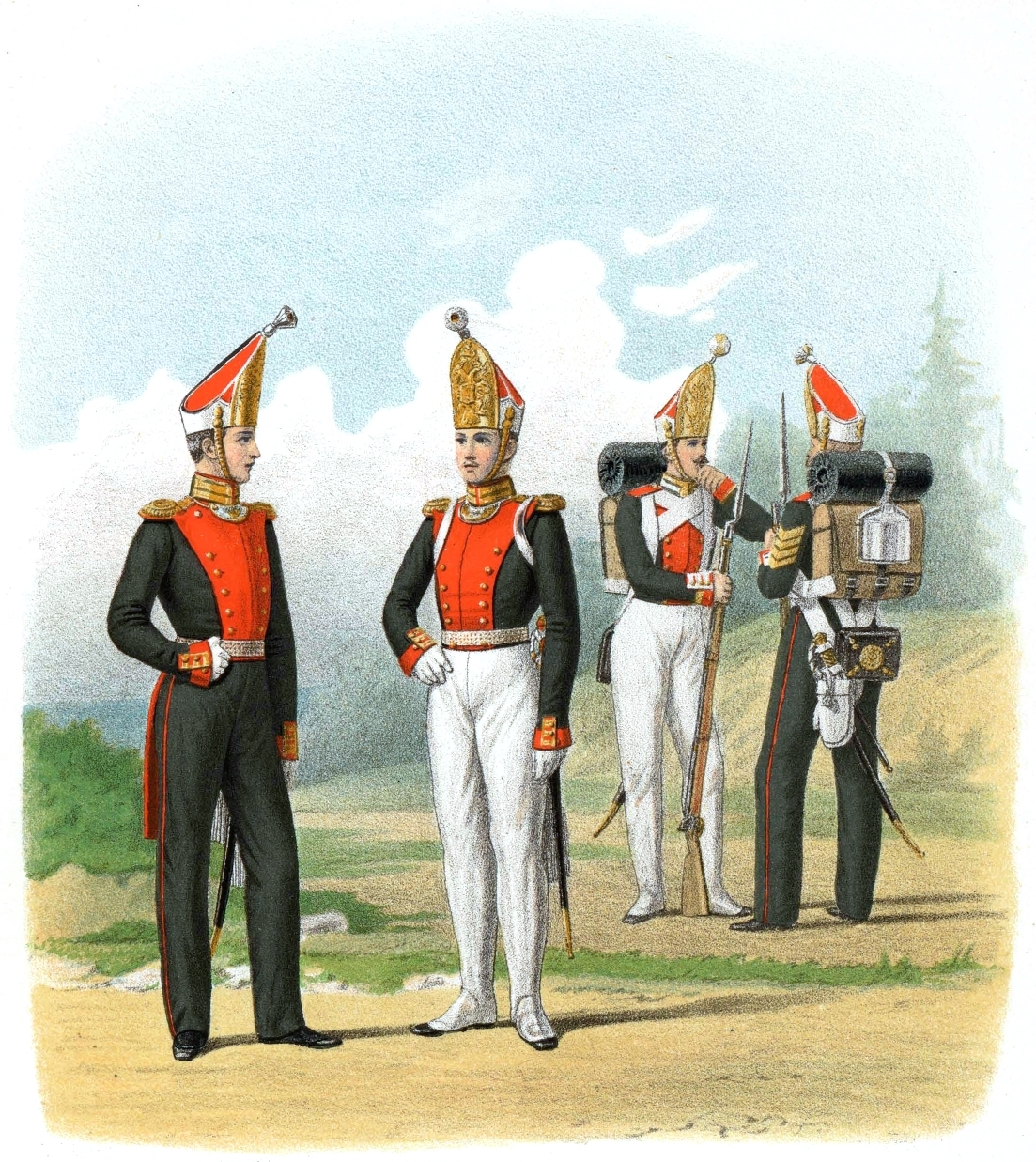
1826-1830. Обер-офицеры и унтер-офицеры в парадной строевой форме летней и зимней.
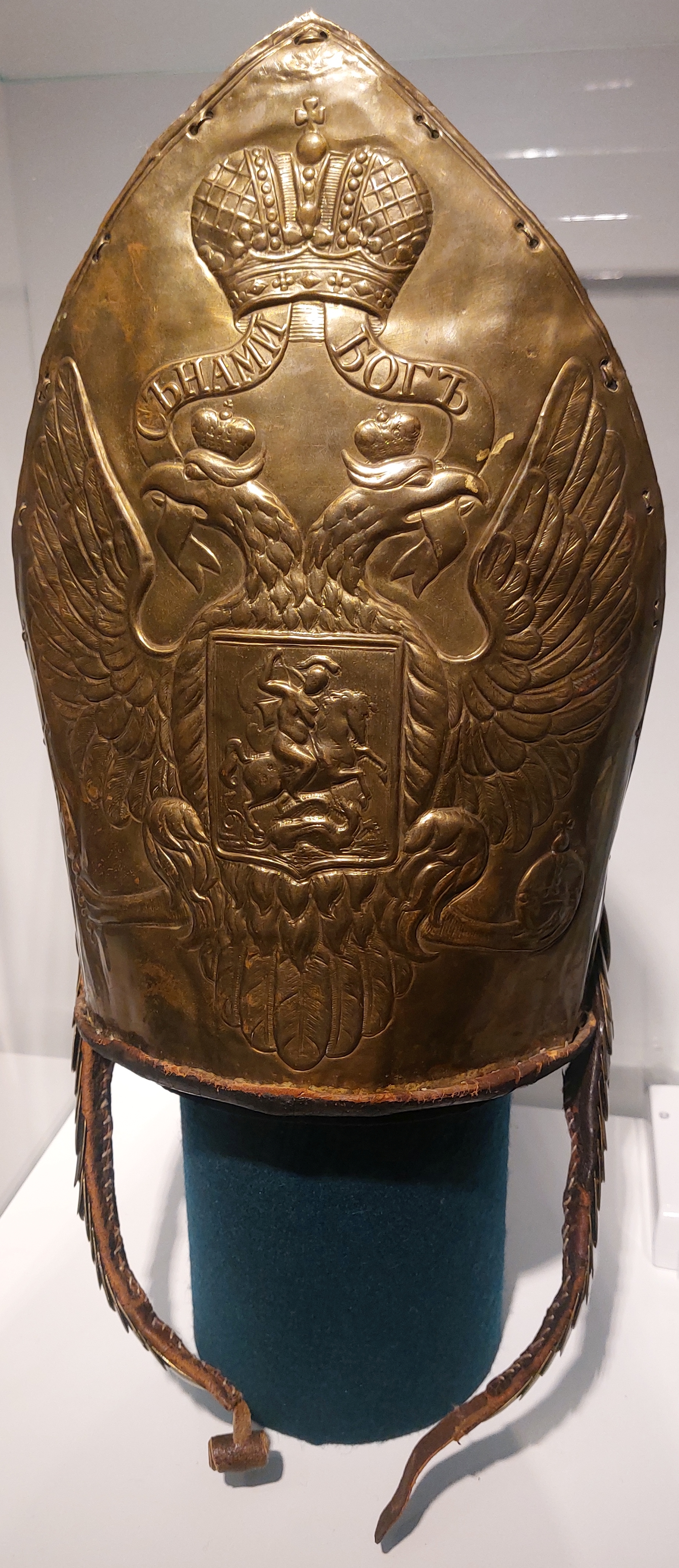
Шапка нижних чинов лейб-гвардии Павловского полка. 1826-1830 годы
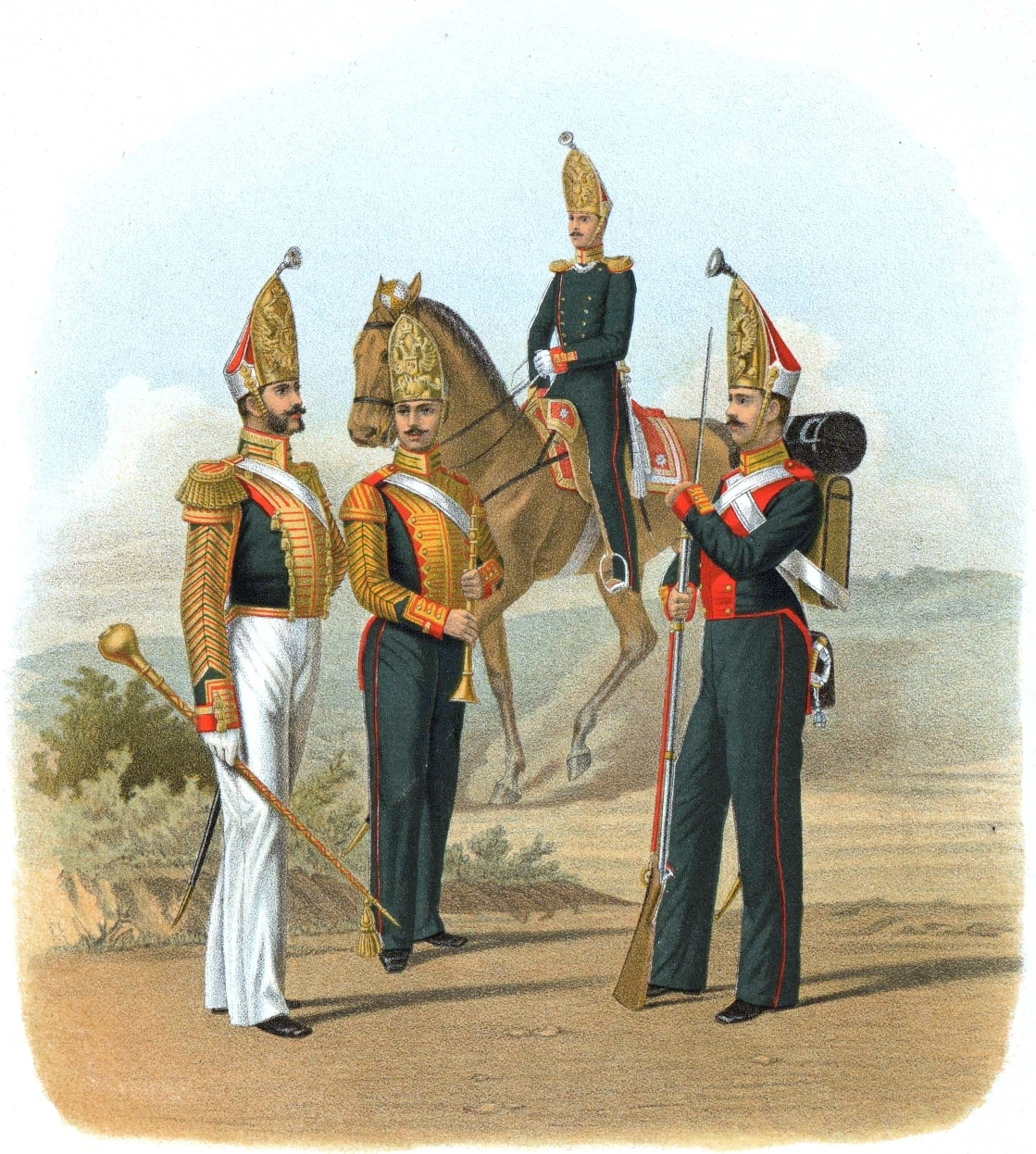
1831-1845. Тамбур-мажор, музыкант и гренадер в парадной форме; адъютант в обыкновенной форме.
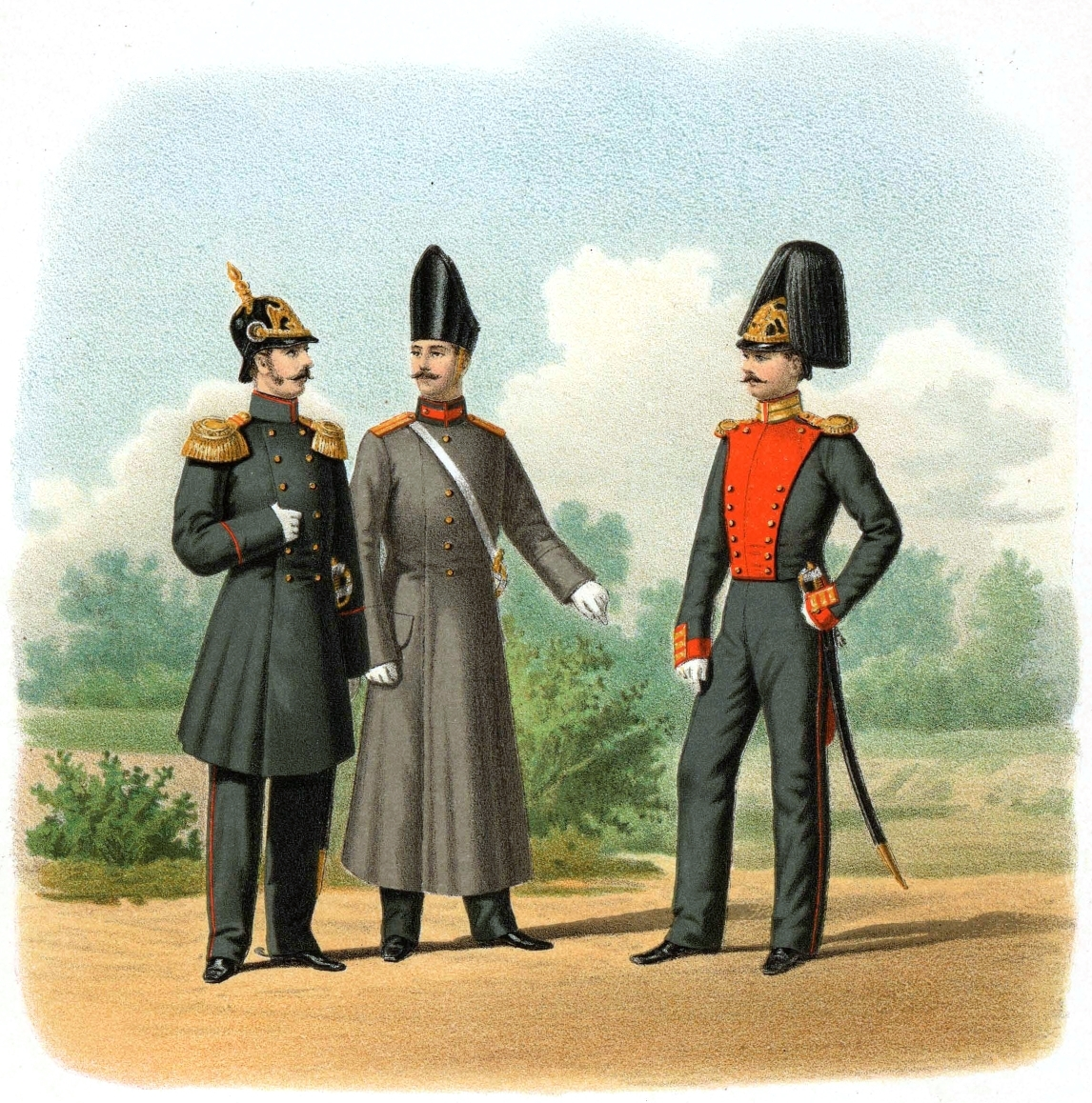
1846-1854. Штаб-офицер в сюртуке, обер-офицеры в походной и праздничной форме.
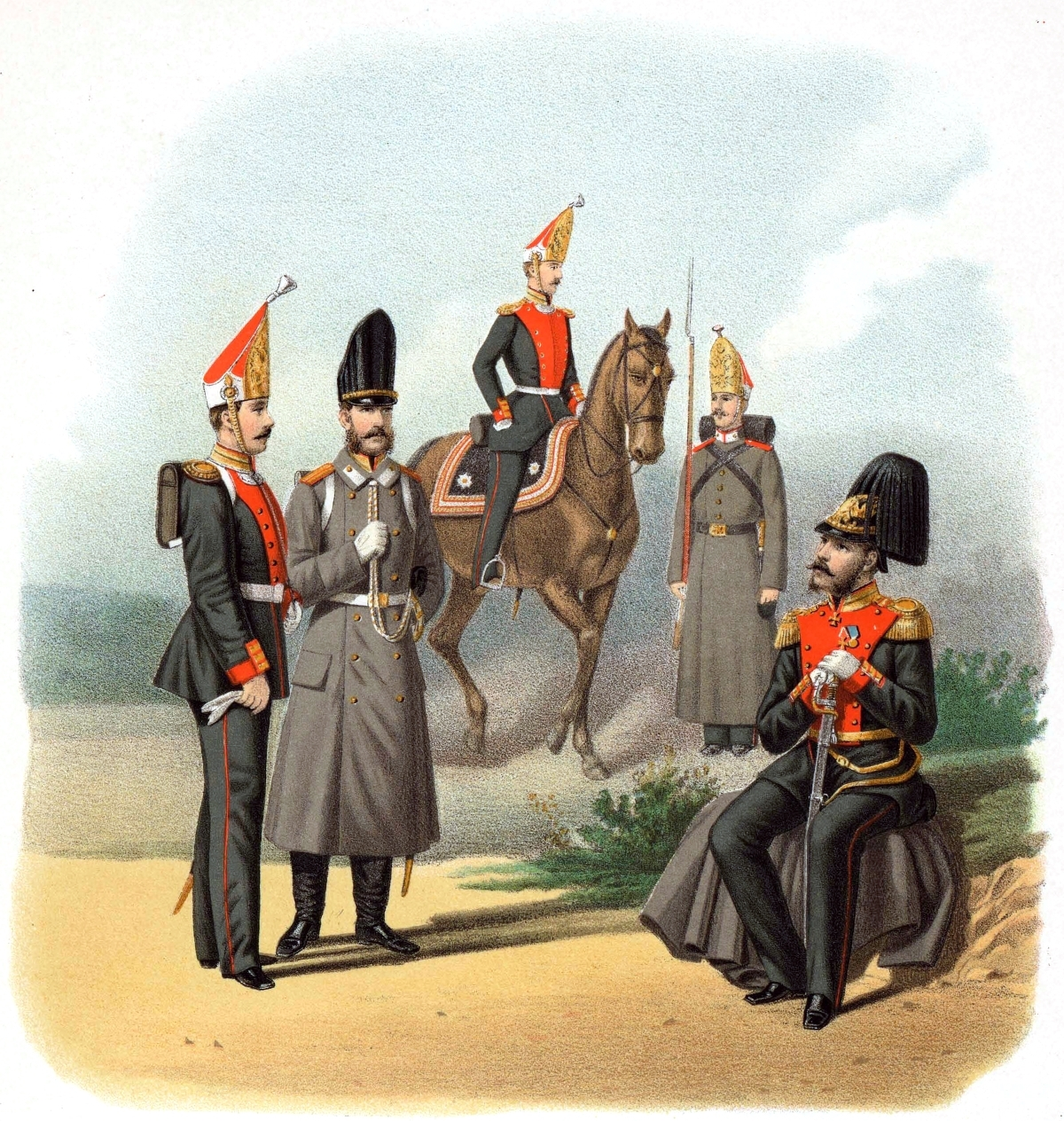
1855-1857. Обер-офицеры в парадной и походной форме, адъютант в парадной форме, рядовой стрелков. роты в шинели, штаб-офицер в праздничной форме.
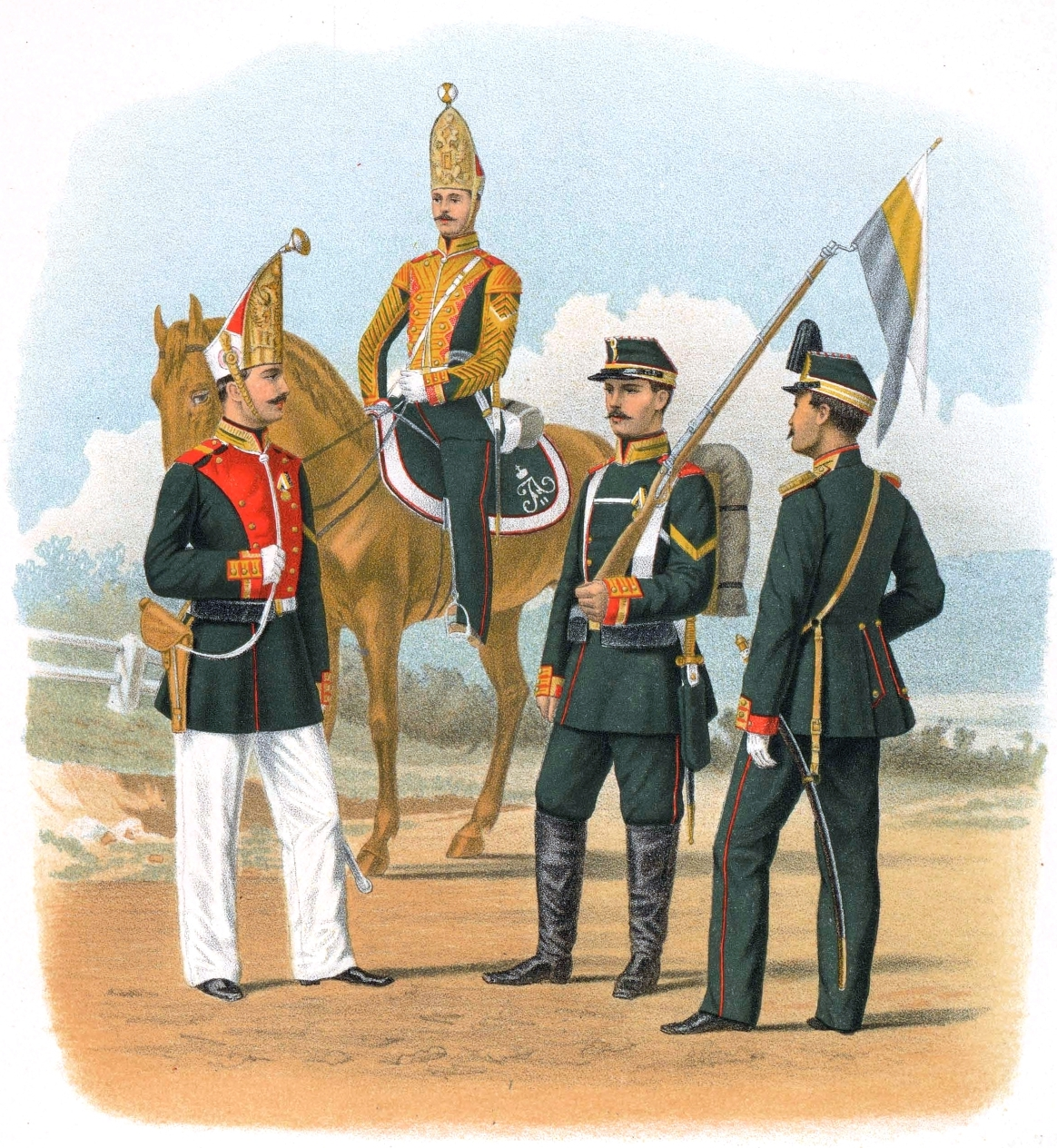
1865-1872. Фельдфебель и штаб-горнист в парадной строевой форме, унтер-офицер в походной форме, обер-офицер в обыкновенной форме.
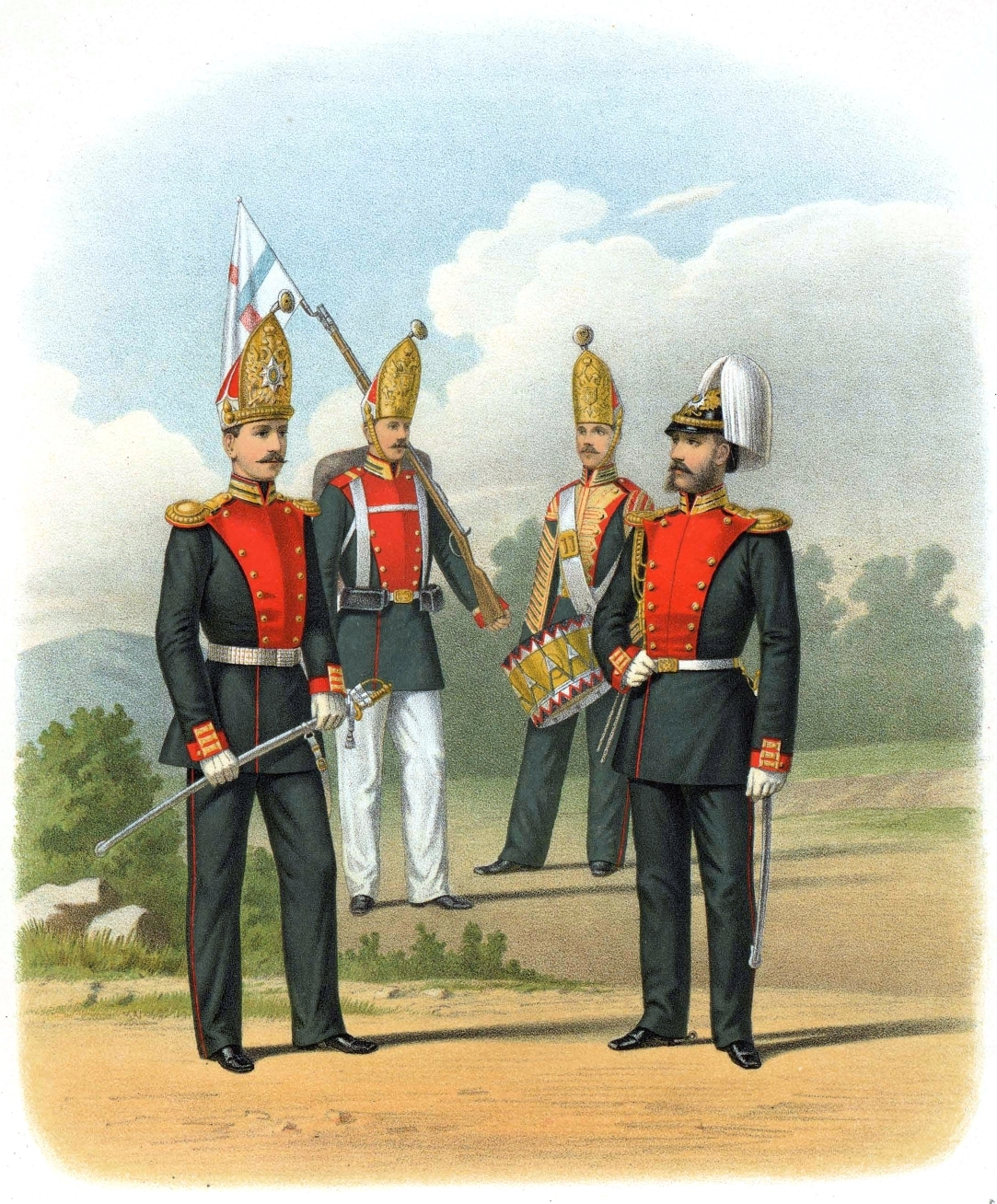
1873-1876. Обер-офицер в парадной форме, жалонер в обыкновенной строевой форме, барабанщик в парадной форме, адъютант в праздничной форме.
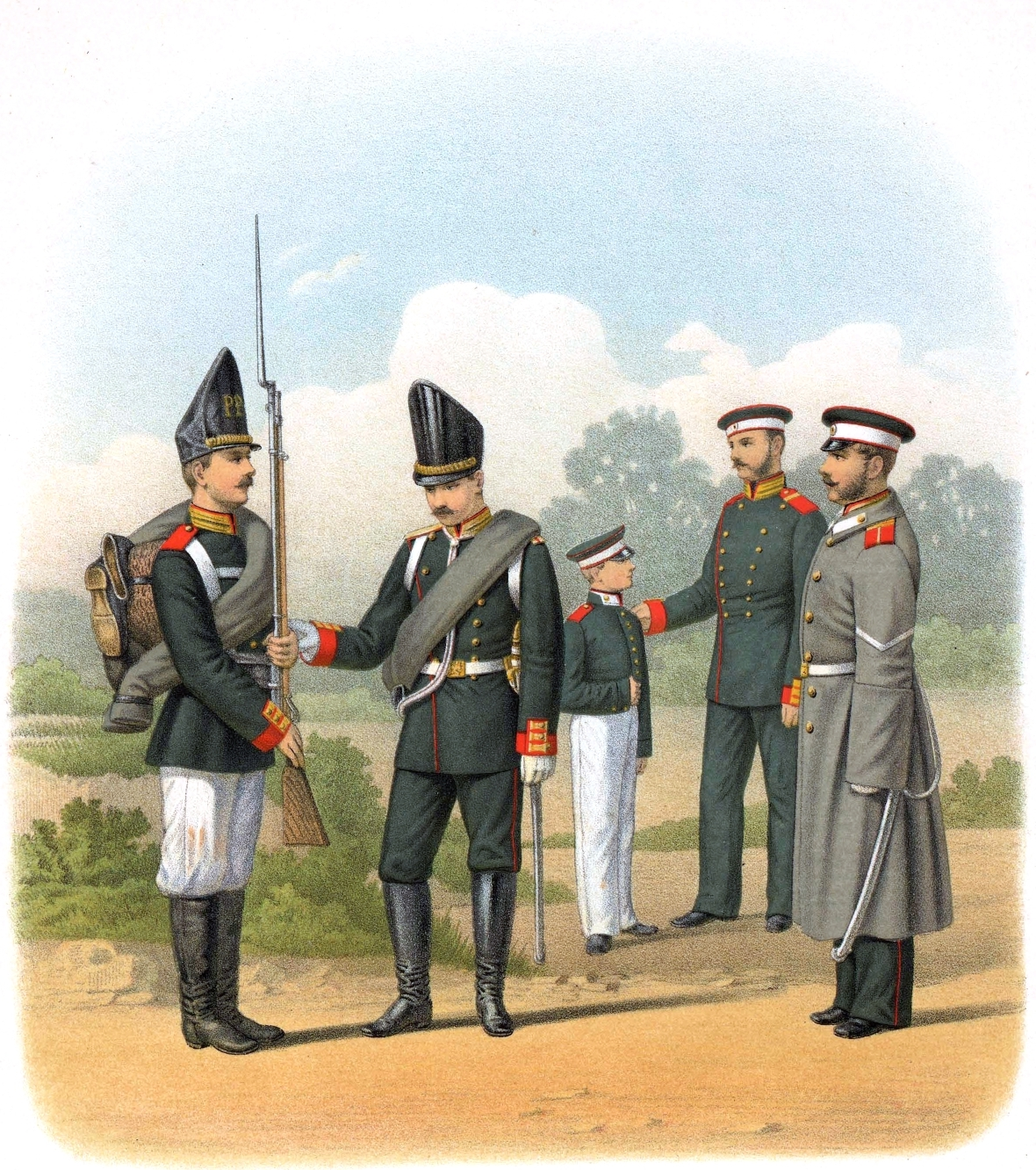
1876. Гренадер и обер-офицер в походной форме, воспитанник школы, гренадер и фельдфебель в домашней форме.
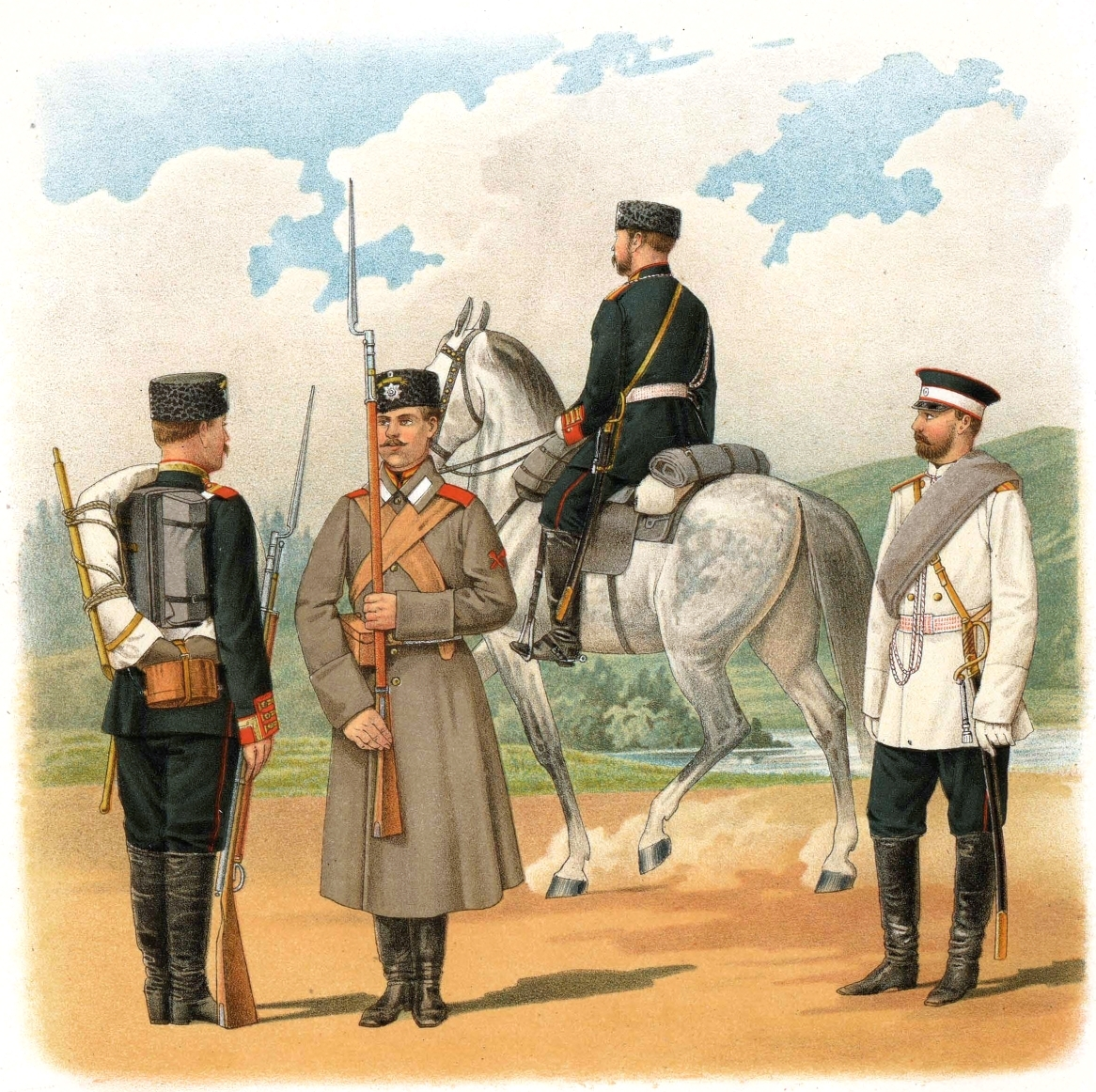
1882-1890. Унтер-офицер, рядовой, адъютант, субалтерн-офицер в обыкновенной форме.
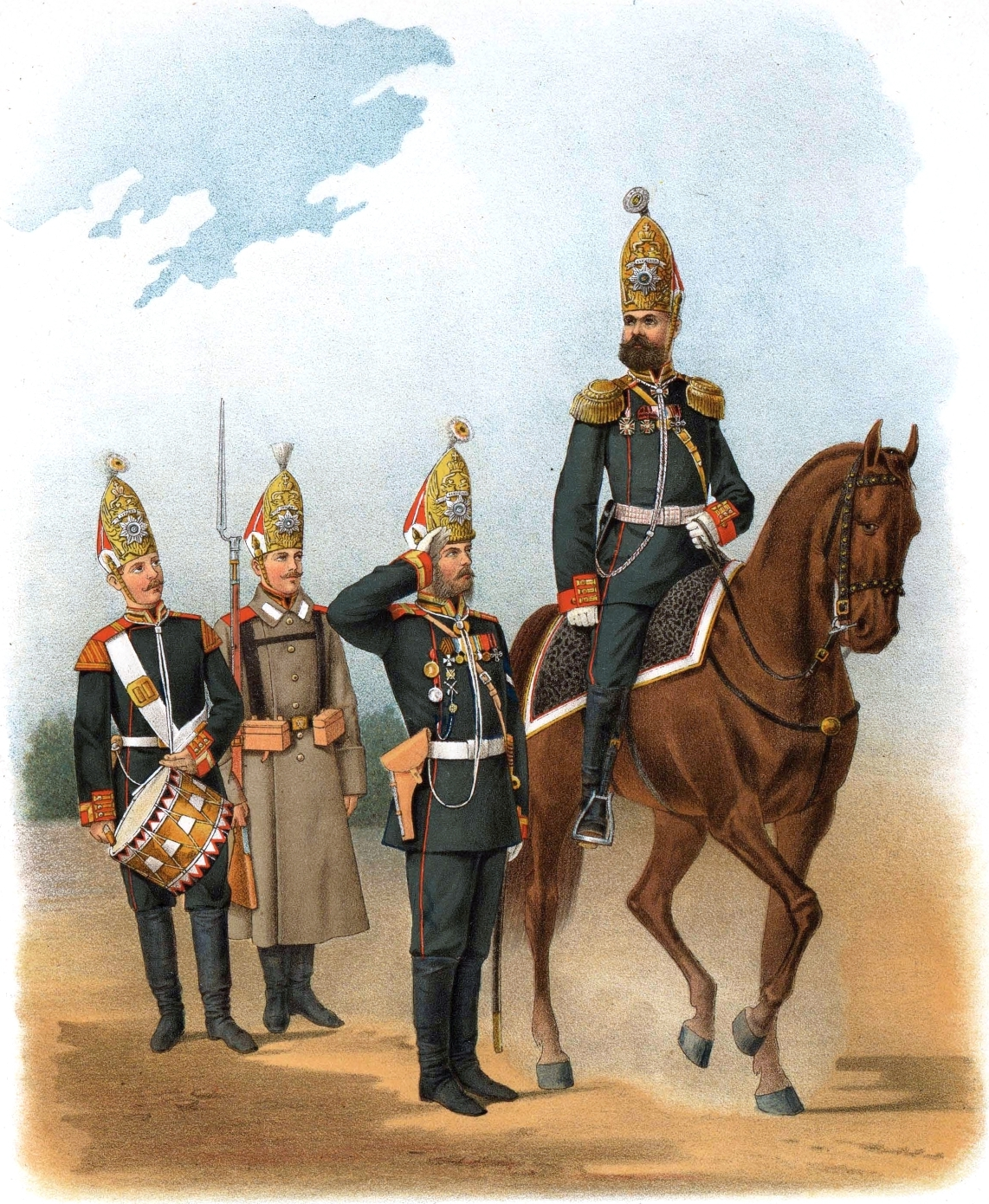
1882-1890. Барабанщик, рядовой, фельдфебель, штаб-офицер в парадной форме.
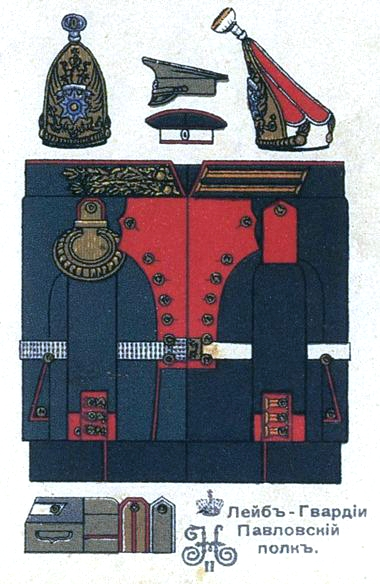
1910. Парадная форма.

## Дислокация

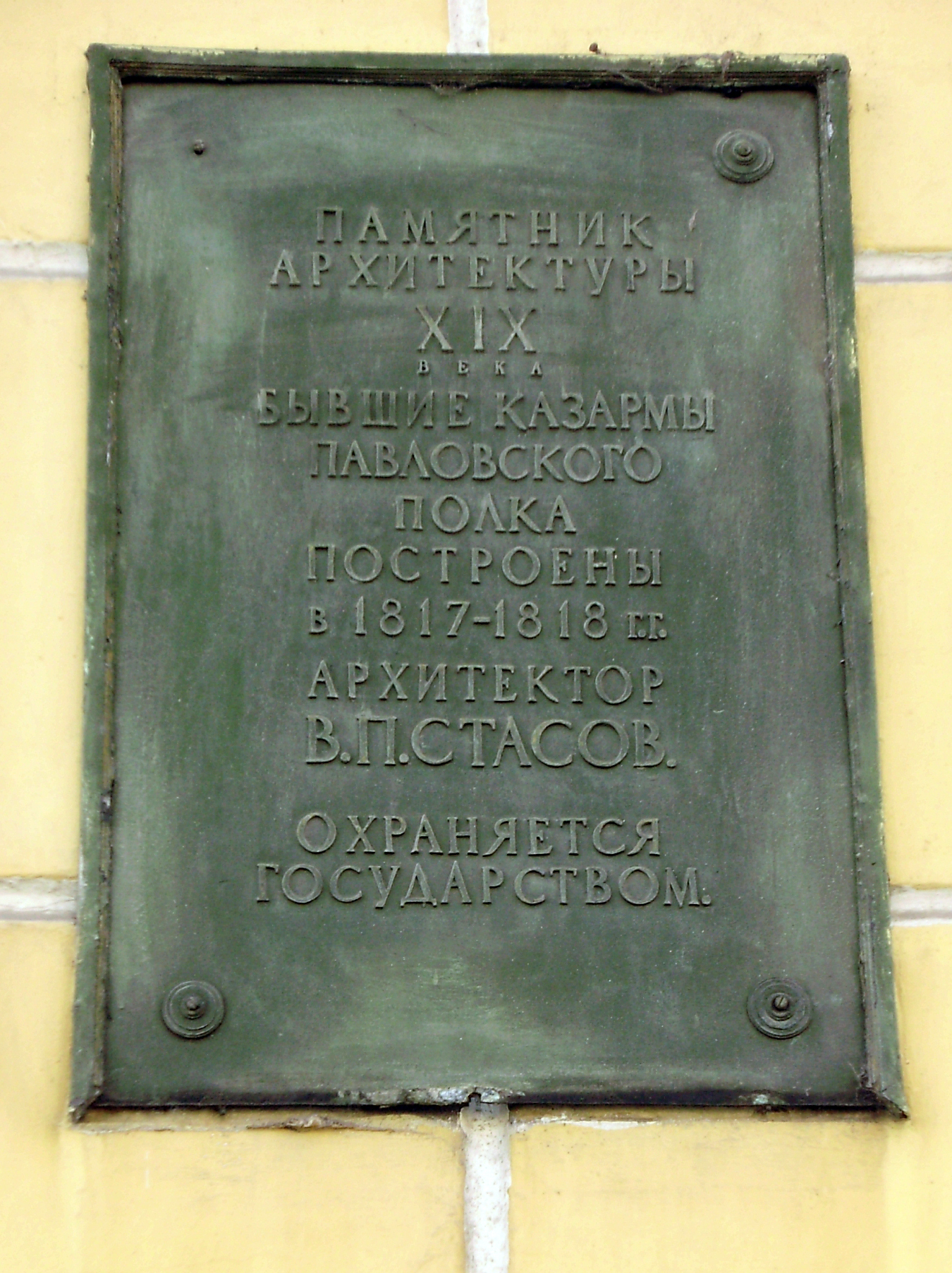
Мемориальная доска на здании бывших казарм Павловского полка

Здание казарм Лейб-гвардии Павловского полка (Марсово поле, 1; Миллионная ул., 2, Аптекарский пер., 2) — одна из первых в Санкт-Петербурге значительных работ архитектора В. П. Стасова. Архитектор использовал существовавшие на этом месте здания Ломбарда и Воспитательного дома Ю. М. Фельтена. Этот памятник высокого классицизма дышит суровым величием, опровергая расхожие представления о том, что казармы — это нечто унылое, серое и однообразное. Постройка казарм, предназначенных для Павловского полка, оформила гигантскую городскую площадь, служившую для военных учений, парадов и смотров.
В 1819 году полк возвратился из Москвы в Санкт-Петербург и сразу вселился в новые казармы. В те годы над аттиком здания, обращённым к Марсову полю, красовалась надпись: «Казармы Лейб-гвардии Павловского полка».
Главный фасад Павловских казарм долгие годы служил величавым фоном для военной жизни столичного Санкт-Петербурга — перед ним проходили смотры, учения, парады, а также праздничные гулянья. С 1929 года здание казарм было занято «Ленэнерго». В мае 2010 года оно было передано под реконструкцию в гостиничный комплекс.

## Внешность солдат

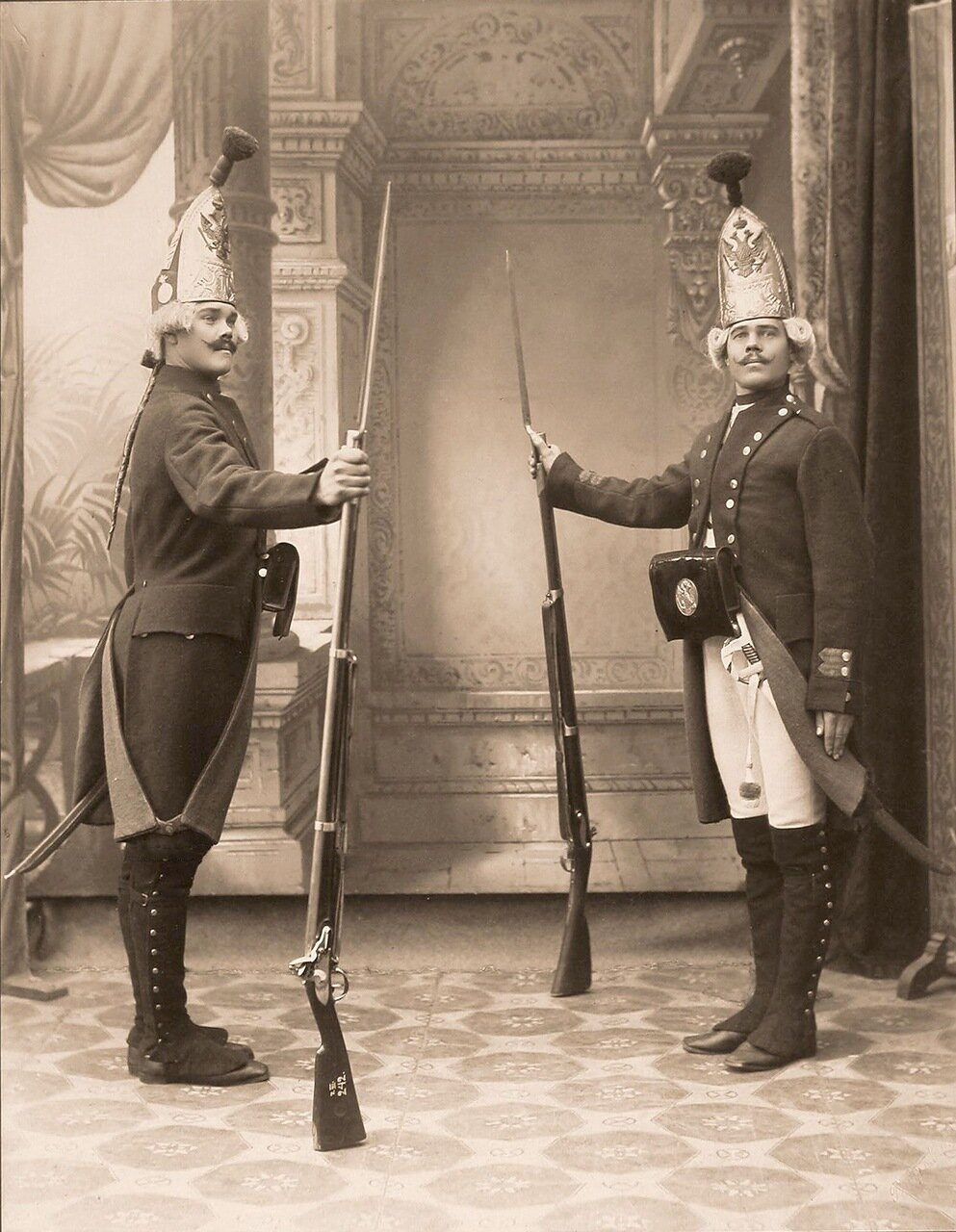
Военные чины л.-гв.Павловского полка в форме царствования Павла I (1890 г.)
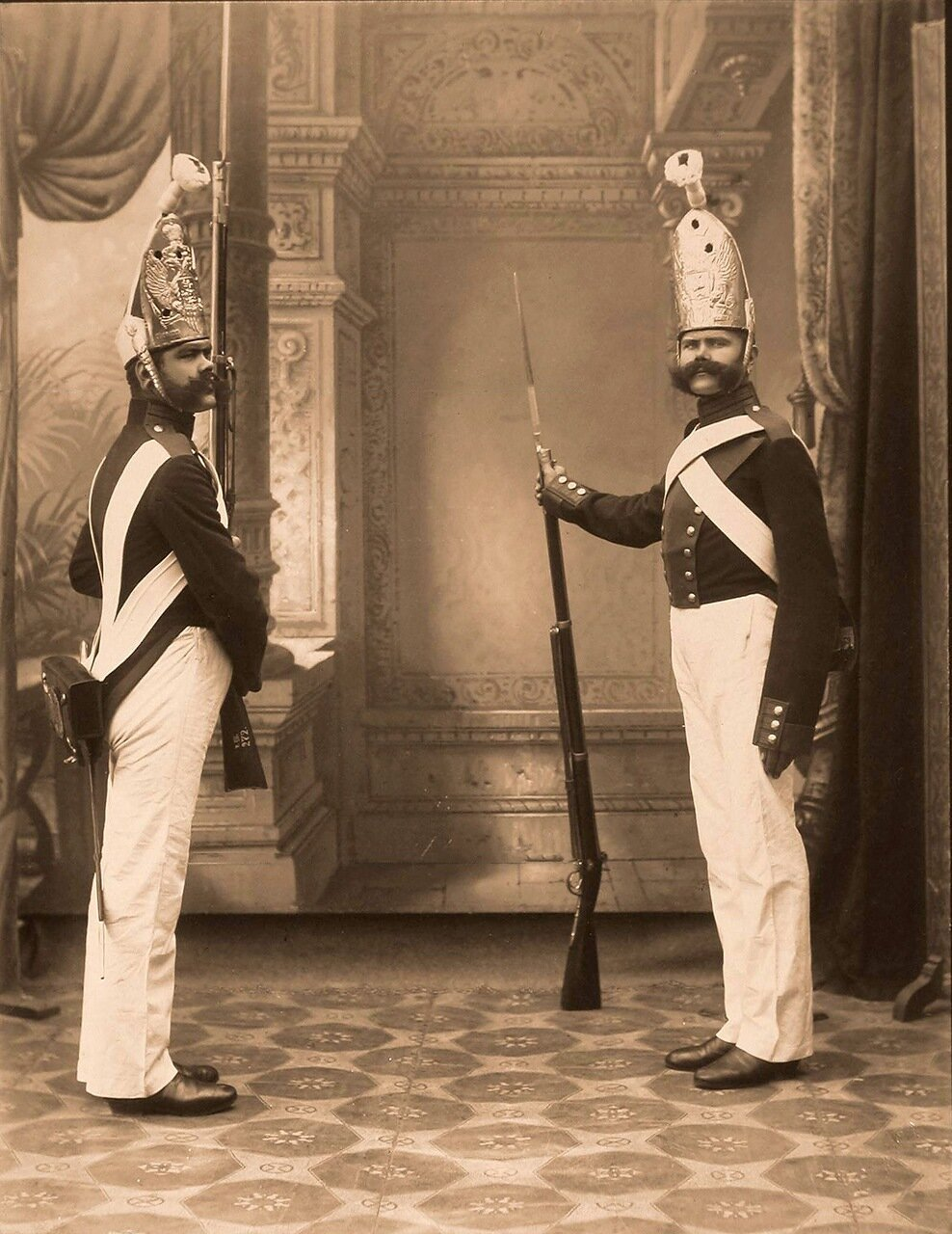
Военные чины л.-гв. Павловского полка в форме царствования Николая I (1890 г.)
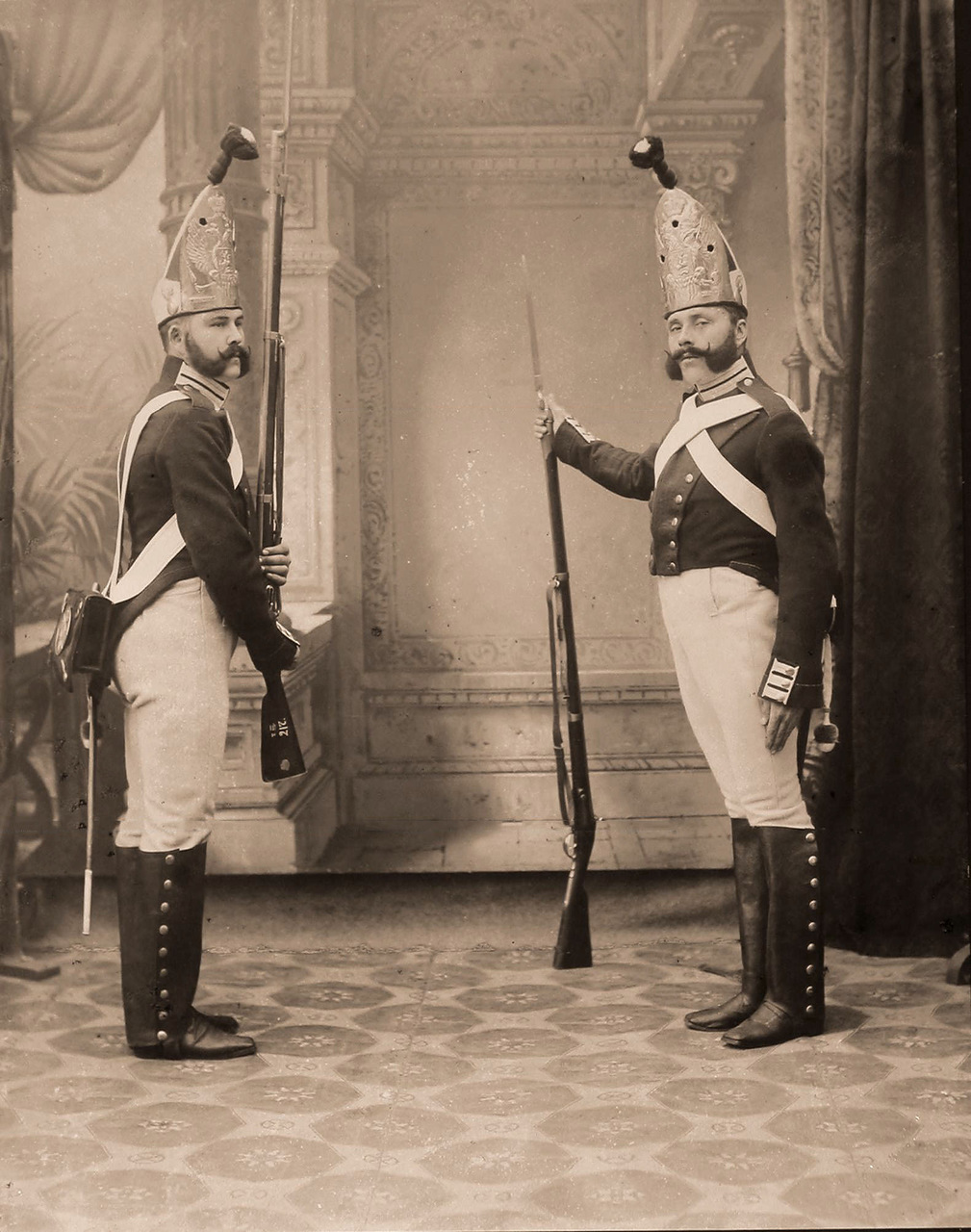
Военные чины л.-гв. Павловского полка в форме царствования Александра I (1890 г.)
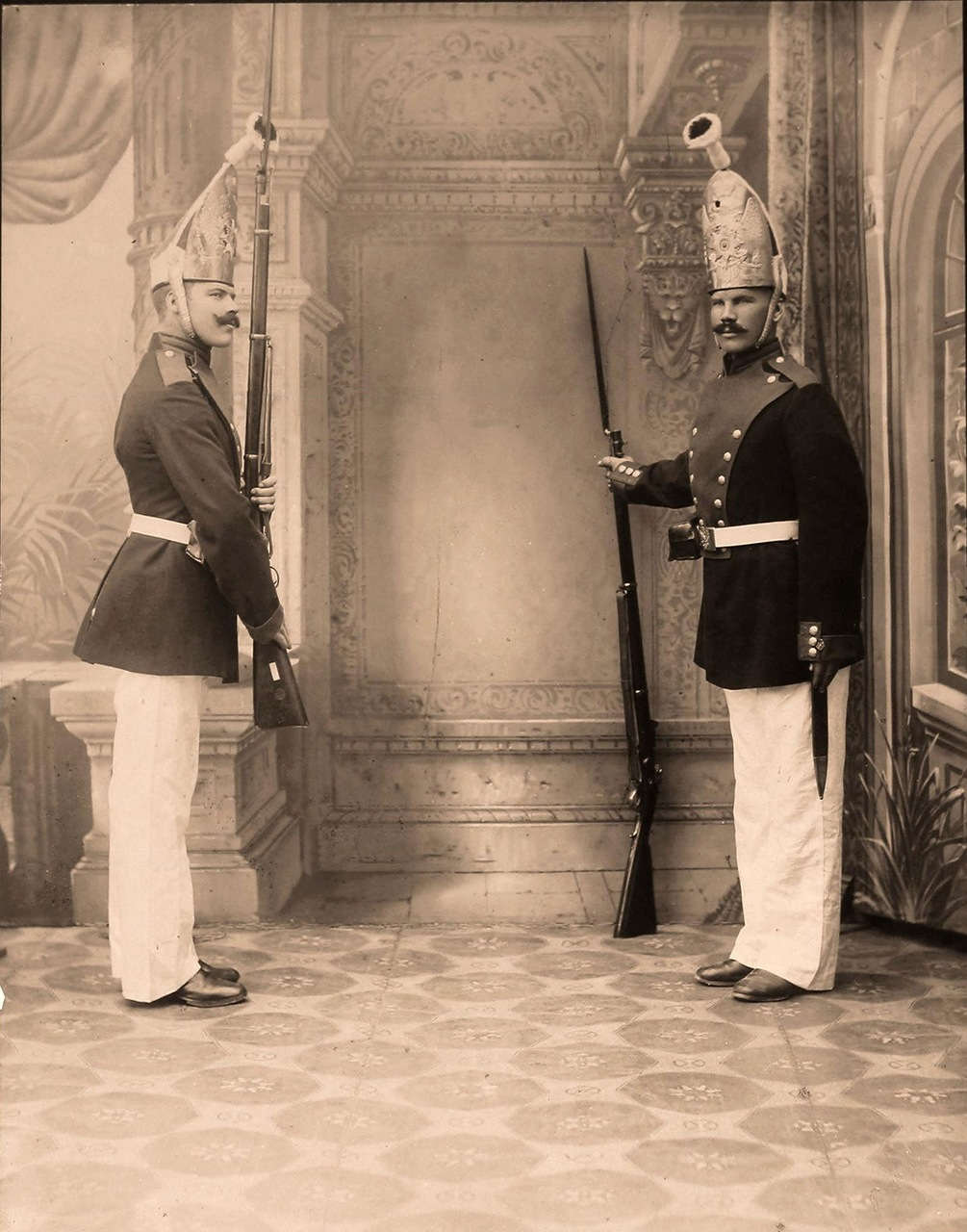
Военные чины л.-гв.Павловского полка в форме царствования Александра II (1890 г.)
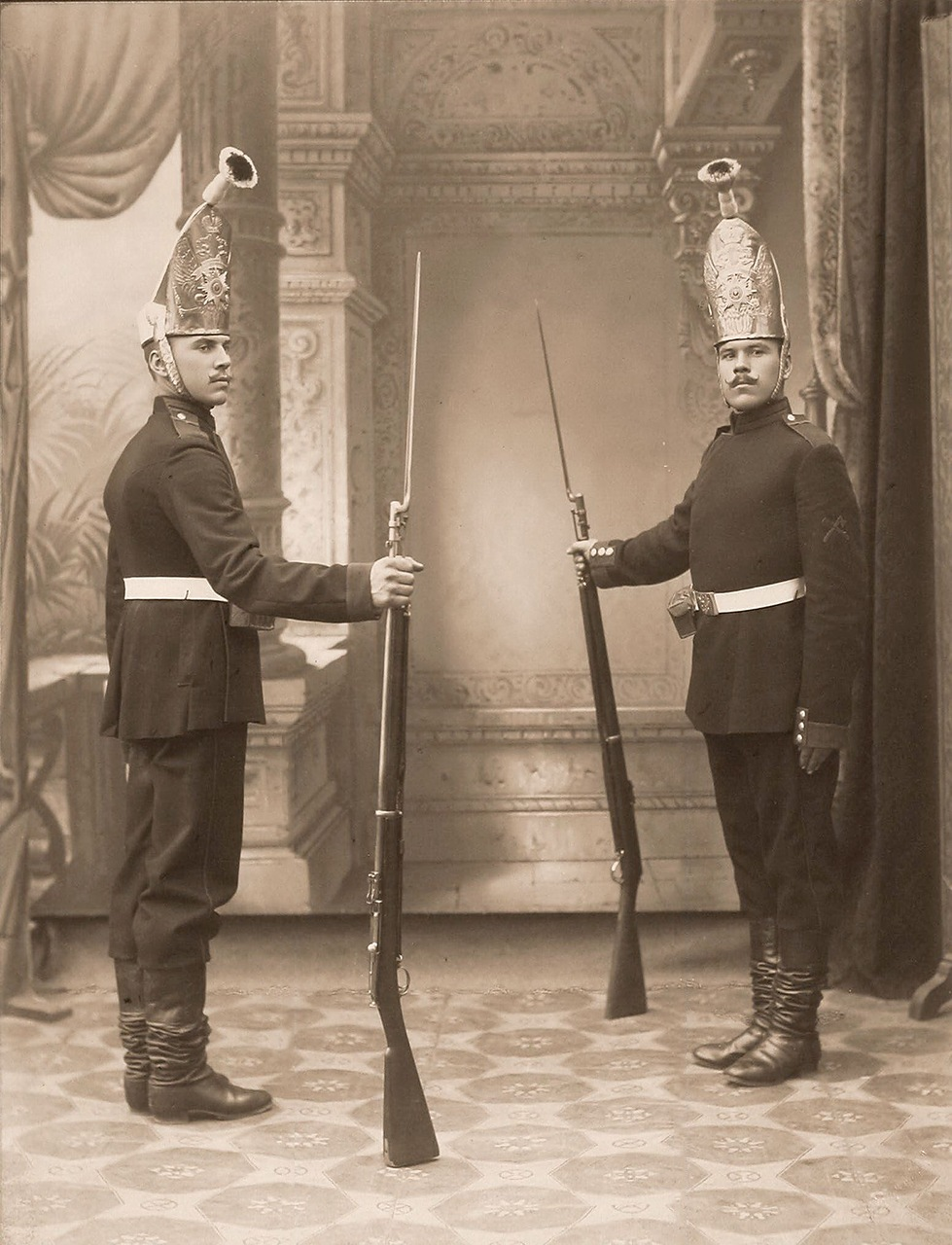
Военные чины л.-гв.Павловского полка в форме царствования Александра III (1890 г.)
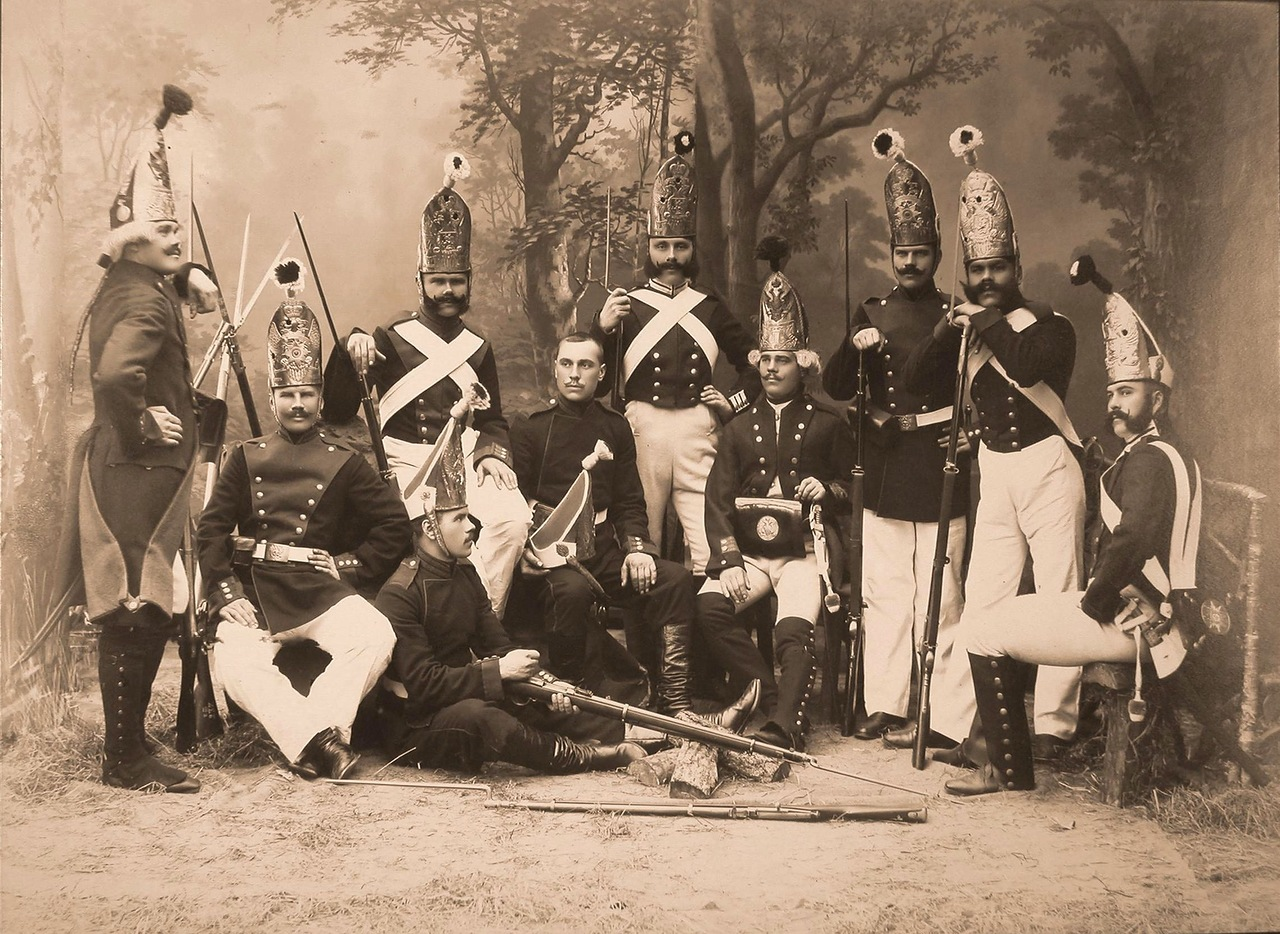
Военные чины в ист.формах л.-гв.Павловского полка образца 1798-1881гг.(1890 г.)
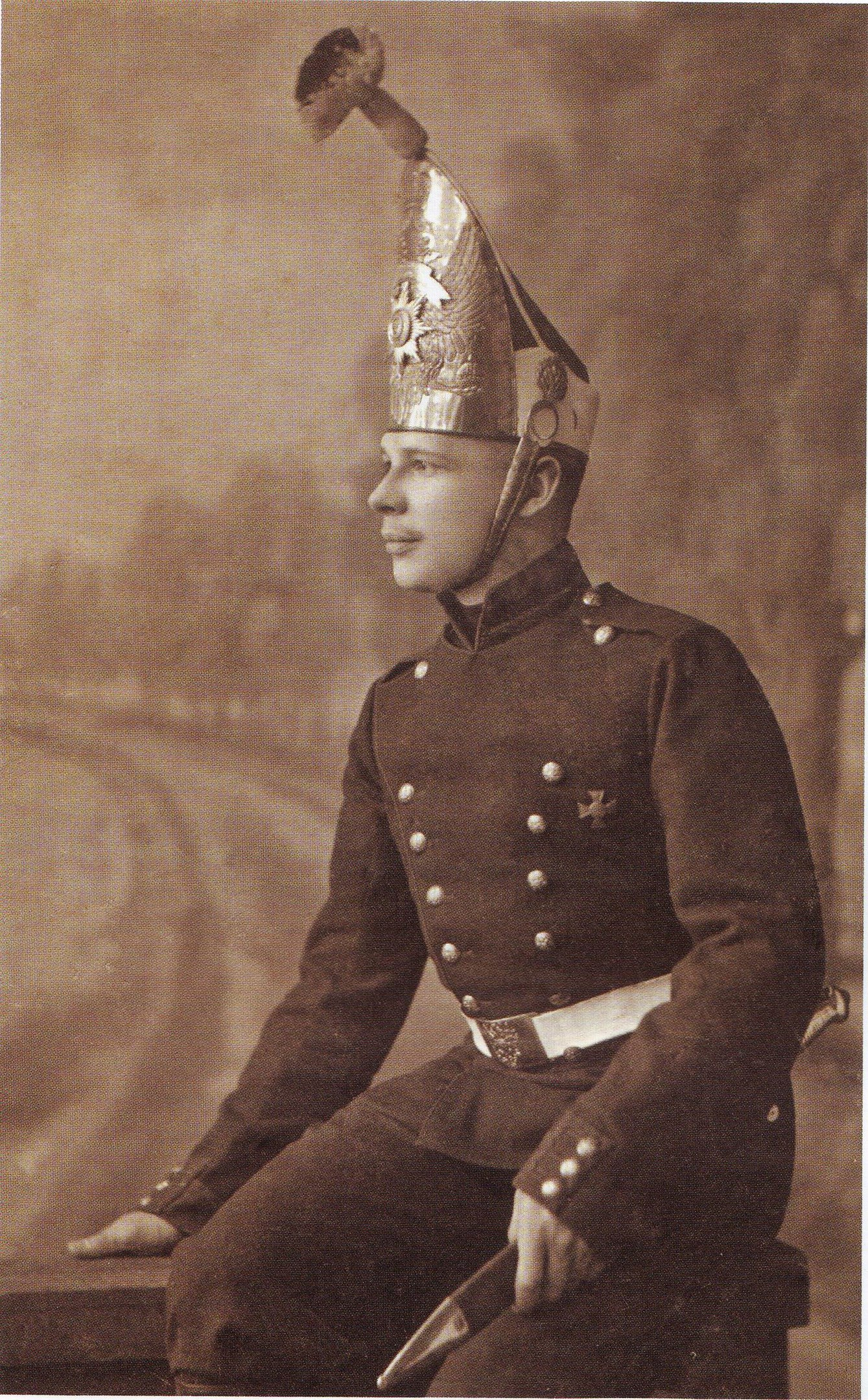
Рядовой л.-гв.Павловского полка, нач.XXв.
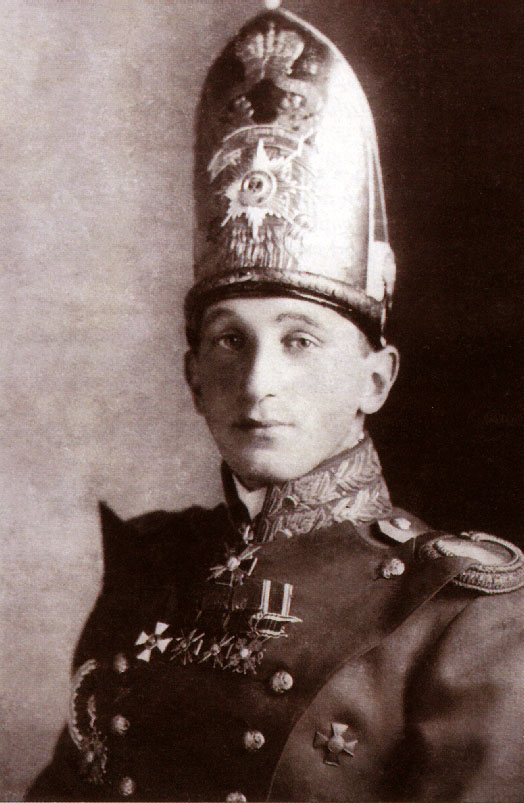
Обер-офицер л.-гв.Павловского полка, нач.XXв.
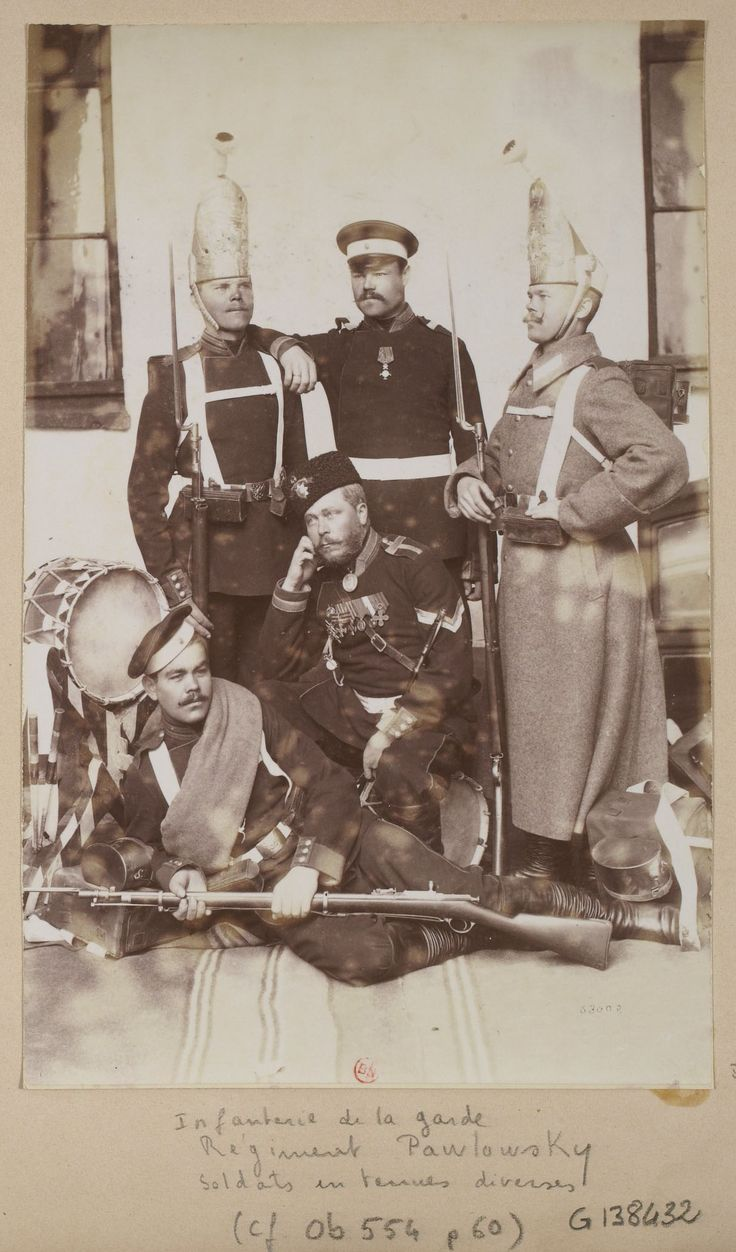
Рядовые, фельдфебель(в фуражке) и подпрапорщик(в мерлушковой шапке) л.-гв.Павловского полка, 1880-е г.г.

В память о Павле I в полк негласно набирали невысоких курносых блондинов или рыжих. В Петербурге шутили: «Курносы, как телята — это павловцы-ребята». На офицеров данная «традиция» не распространялась.

## Шефы

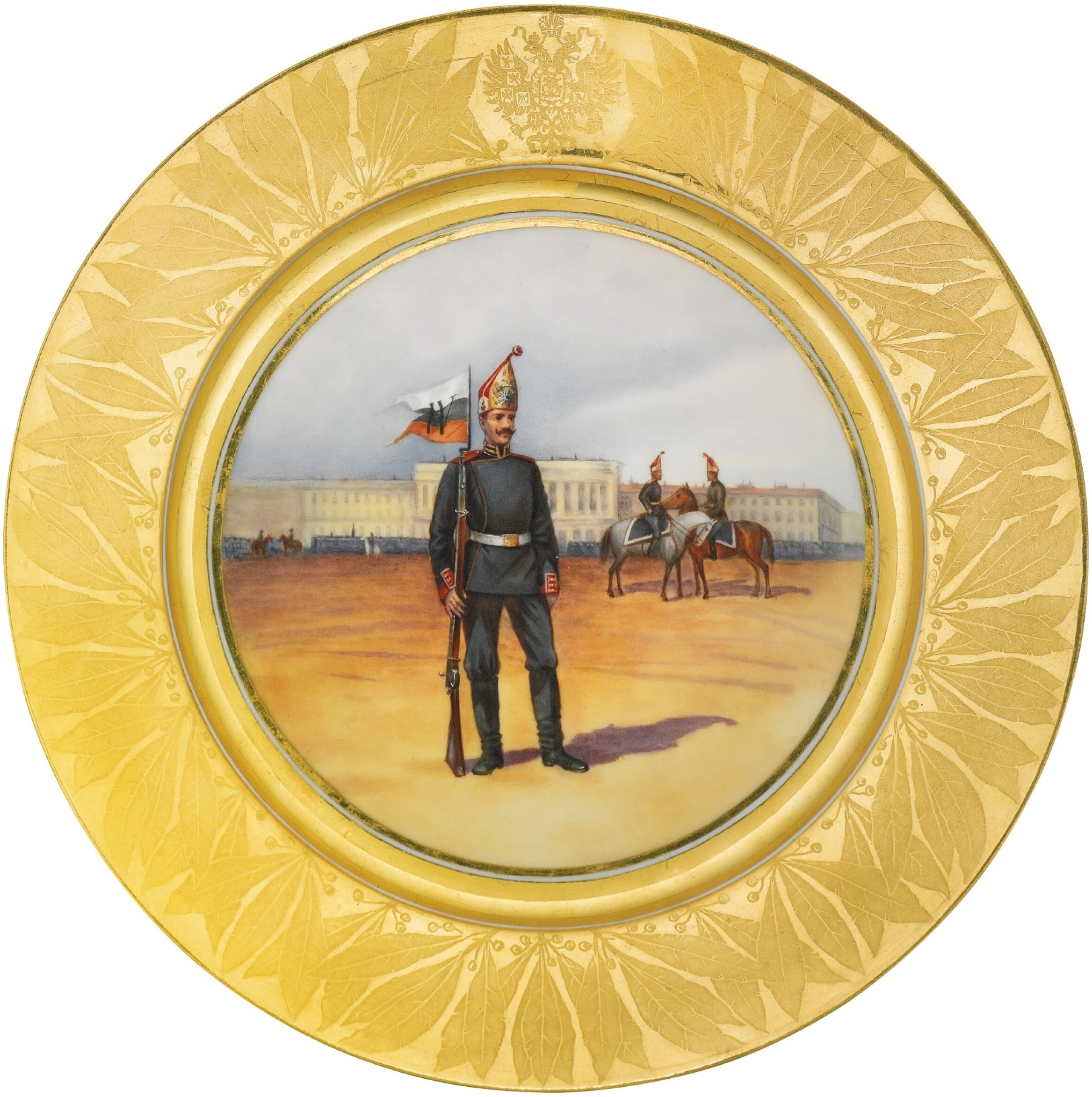
Рядовой и конные офицеры Лейб-гвардии Павловского полка, 1908 г.

- 21.11.1796— 20.10.1797 — генерал-поручик Вадковский, Фёдор Фёдорович
- 20.11.1797— 14.02.1798 — генерал-лейтенант принц Фридрих Карл Людвиг фон Гольштейн-Бек
- 14.02.1798—26.08.1798 — генерал-майор Адамович, Иван Степанович
- 26.08.1798—08.04.1800 — генерал-майор Эмме, Иван Фёдорович
- 08.04.1800—10.04.1801 — генерал-майор фон Кербиц, Генрих Петрович
- 10.04.1801—02.05.1802 — генерал-майор Талызин, Степан Александрович
- 15.05.1802—11.10.1803 — генерал-лейтенант князь Голицын, Борис Владимирович
- 11.10.1803—02.06.1807 — генерал-майор Мазовский, Николай Николаевич
- 09.11.1807—21.10.1813 — генерал-майор (с 31.10.1812 генерал-лейтенант) Неверовский, Дмитрий Петрович
- 06.12.1813—07.12.1815 — генерал-майор Макаров, Пётр Степанович
- 16.12.1815—19.12.1825 — генерал-адъютант генерал-лейтенант (с 17.08.1817 генерал от инфантерии) граф Остерман-Толстой, Александр Иванович
- 19.12.1825—01.03.1881 — Его Императорское Высочество наследник Цесаревич и Великий князь Александр Николаевич, в будущем — Император Александр II
- 28.10.1866—20.10.1894 — Его Императорское Высочество наследник Цесаревич и Великий князь Александр Александрович, второй шеф, в будущем — Император Александр III
- 20.10.1894—04.03.1917 — Император Николай II

## Командиры

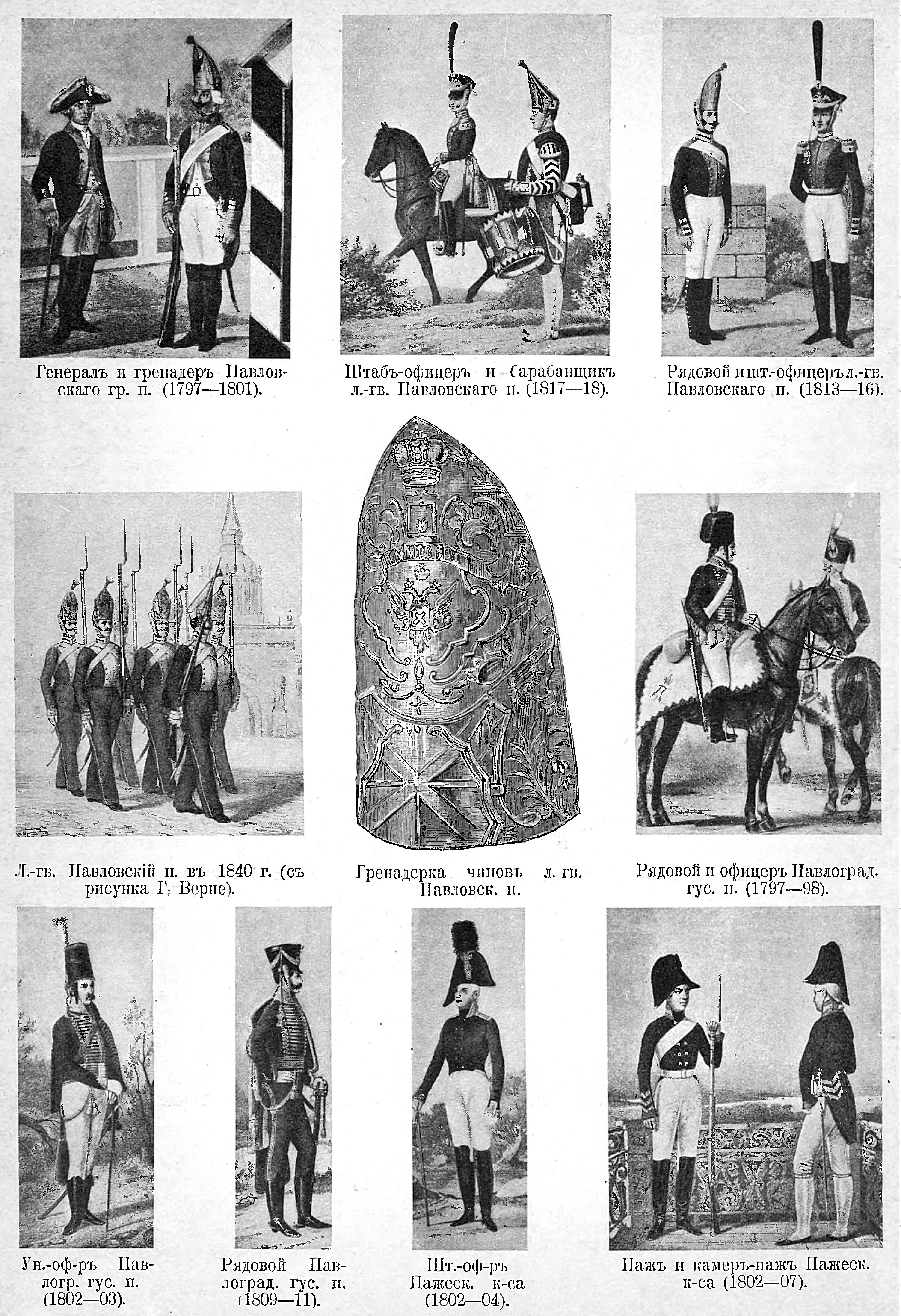
Павловский лейб-гвардии полк

- 10.07.1798—03.09.1798 — полковник Муханов, Николай Терентьевич
- 17.05.1799—23.03.1806 — майор (с 20.07.1799 подполковник, с 12.10.1800 полковник) Цвиленев, Александр Иванович
- 23.06.1806—22.10.1809 — полковник Лохов, Александр Петрович
- 08.02.1810—17.08.1810 — майор Мохов, Иван Андреевич
- 17.08.1810—10.01.1812 — майор (с 07.11.1811 подполковник) Тарновский, Пётр Иванович (командующий)
- 10.01.1812—02.03.1813 — полковник Рихтер, Егор Христофорович
- 02.03.1813—13.12.1813 — подполковник (с 03.07.1813 полковник) Тарновский Пётр Иванович (командующий)
- 13.12.1813—16.12.1815 — полковник Берхман, Карл Петрович (командующий)
- 16.12.1815—14.03.1825 — генерал-майор Бистром, Адам Иванович
- 14.03.1825—06.12.1835 — полковник (с 1826 генерал-майор) Арбузов, Алексей Фёдорович
- 06.12.1835—06.12.1844 — генерал-майор Моллер, Фёдор Фёдорович
- 11.12.1844—06.12.1851 — генерал-майор фон Рейтерн, Магнус Магнусович
- 06.12.1851—24.05.1855 — генерал-майор Гольтгоер, Александр Фёдорович
- 24.05.1855—12.11.1860 — Свиты Его Величества генерал-майор (с 16.04.1856 генерал-адъютант) Паткуль, Александр Владимирович
- 12.11.1860—12.12.1863 — Свиты Его Величества генерал-майор Вельяминов, Николай Николаевич
- 12.12.1863—30.08.1867 — Свиты Его Величества генерал-майор (с 16.04.1867 генерал-адъютант) князь Барклай-де-Толли-Веймарн, Александр Петрович
- 30.08.1867— 17.09.1870 — Свиты Его Величества генерал-майор Брант, Пётр Фёдорович
- 17.09.1870— 19.03.1877 — флигель-адъютант, полковник (с 30.08.1872 Свиты Его Величества генерал-майор) фон Розенбах, Николай Оттонович
- 19.03.1877—18.05.1884 — полковник (с 10.02.1878 Свиты Его Величества генерал-майор) Шмит, Константин Конрадович
- 18.05.1884—10.01.1894 — генерал-майор, фон Мевес, Ричард Троянович
- 31.01.1894—16.02.1900 — генерал-майор Божерянов, Александр Иванович
- 16.02.1900—10.05.1903 — генерал-майор Троцкий, Владимир Иоанникиевич
- 10.05.1903—23.06.1906 — генерал-майор Щербачёв, Дмитрий Григорьевич
- 23.06.1906—10.08.1908 — генерал-майор Герцык, Александр Антонович
- 10.08.1908—04.11.1914 — Свиты Его Величества генерал-майор Некрасов, Константин Герасимович
- 04.11.1914—22.08.1915 — генерал-майор Искрицкий, Евгений Андреевич
- 22.08.1915—20.05.1916 — генерал-майор Занкевич, Михаил Ипполитович
- 21.05.1916—28.04.1917 — генерал-майор Шевич, Дмитрий Дмитриевич
- 28.04.1917—хх.12.1917 — полковник Цытович, Владимир Михайлович

## Память
- Памятник Павловским гренадерам на Бородинском поле